# 反對逃犯條例修訂草案運動過程 (2020年12月)
| 2019年          | 尚未開始 | 尚未開始 | 3月至6月 | 3月至6月 | 3月至6月 | 3月至6月 | 7月 | 8月 | 9月    | 10月   | 11月   | 12月 |
| 2020年          | 1月      | 2月至4月 | 2月至4月 | 2月至4月 | 5月      | 6月      | 7月 | 8月 | 9月    | 10月   | 11月   | 12月 |
| 2021年          | 1月      | 2月      | 3月      | 4月      | 5月      | 6月      | 7月 | 8月 | 9-11月 | 9-11月 | 9-11月 | 12月 |
| 2022年1月或以後 |          |          |          |          |          |          |     |     |        |        |        |      |

反對《逃犯條例》修訂草案運動在2020年12月仍然持續。警方繼續拘捕多名立法會前議員和現任區議員，指控他們參與未經批准集結。

## 1日

### 警察遊樂會再遭擲汽油彈，物資貨車焚毁
凌晨1時許，太子警察體育遊樂會的露天停車場被人投擲十個汽油彈，一部貨車被波及焚燒，警方已列作縱火案處理，正通緝三人。警方一隊衝鋒隊人員在石硤尾街近福榮街截查一名男子時檢獲一支胡椒噴霧，之後一度拘捕，最後表示與案件無關。到同月18日，警方翻查大量閉路電視片段後，在大圍、葵涌及尖沙嘴拘捕3名16至23歲的青少年，並在旺角「三無大廈」天台檢獲製造汽油彈的原材料，3人將被控縱火罪，在19日於西九龍裁判法院提堂。

## 2日

### USCC發布年度報告
美中經濟暨安全檢討委員會（USCC）發布年度報告，在香港方面，報告指中國政府通過實施《港版國安法》後，將750萬港人置於專制統治之下，不惜犧牲了經濟利益、法治和基本人權。建議美國政府為港人解除簽證障礙，研究向1997年後出生的港人給予政治庇護。特區政府凌晨發稿，強烈反駁美中經濟與安全審議委員會發表的報告，認為是無理攻擊和不實指控。外交部駐港公署指報告是「謊話連篇廢紙一張」，斥委員會粗暴干涉中國內政和香港事務，對此表示強烈不滿和堅決反對。

### 浸大學生會長方仲賢被捕
早上7時許，香港浸會大學學生會署理會長方仲賢被警方上門拘捕，帶返沙田警署扣查，涉「公眾地方管有攻擊性武器」、「抗拒在正當執行職務的警務人員」及「妨礙司法公正」等罪名，下午獲准以1萬元保釋，案件將於12月8日提堂。他離開警署時表示上門拘捕期間有20名警員到場，認為嚴重滋擾其家人及鄰居的正常生活。形容警方行動儼如「秘密警察」，「今日嘅香港已經唔係我哋一直認識嘅香港」。

### 眾志三子圍警總判囚7至13月半

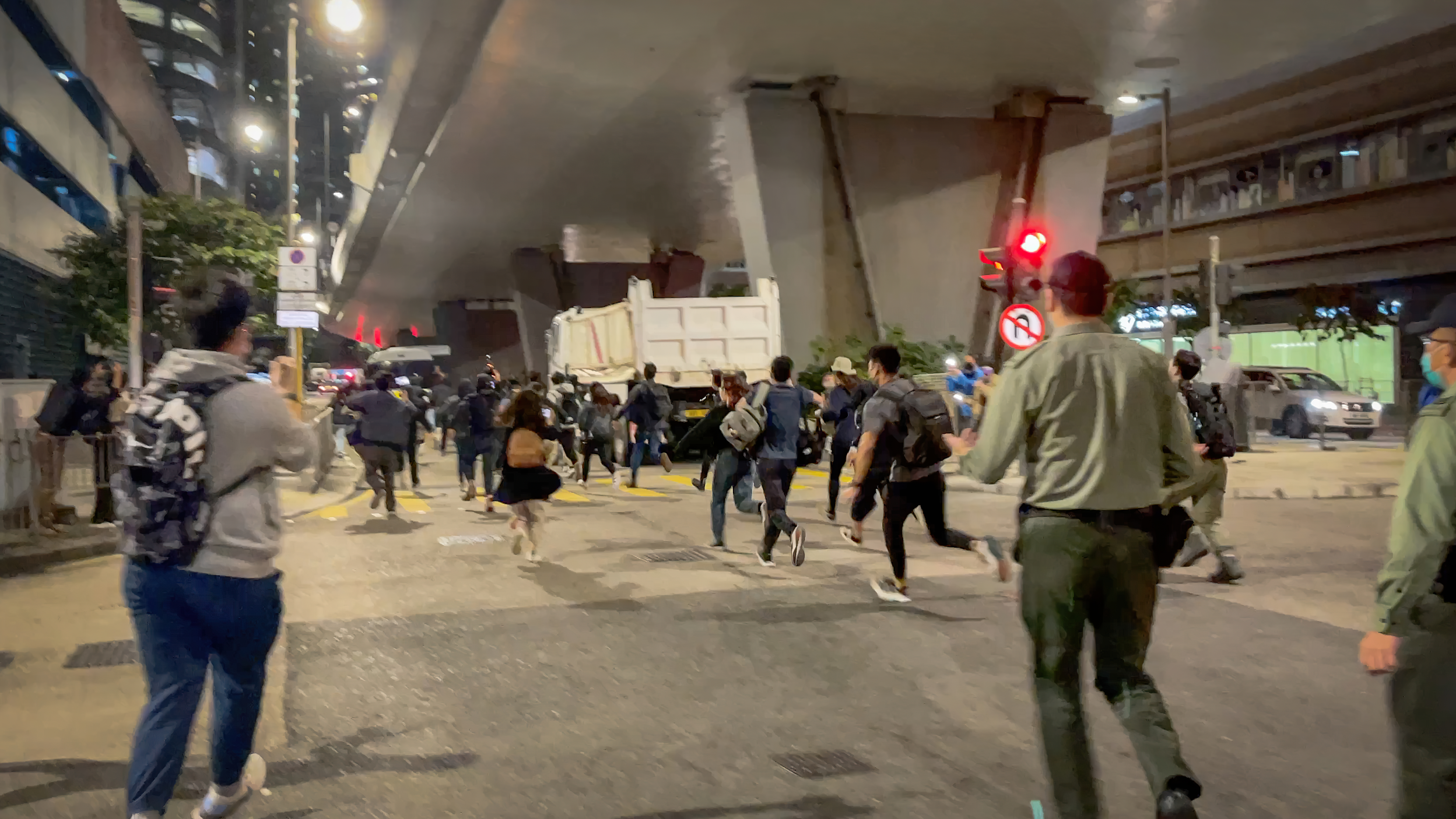
支持者在西九龍裁判法院外奔跑尾隨囚車

眾志三子去年6月21日包圍灣仔警察總部案宣判，黃之鋒判入獄13個半月，周庭判入獄10個月，林朗彥判入獄7個月。裁判官王詩麗也拒絕周庭的保釋上訴申請，形容黃之鋒處心積慮，就包圍警總有一定部署和計劃，批評他的行為「十分自私」。而林朗彥有4項類同案底，須要加刑。入夜後，有百多人在法院外送囚車，而一批前學民思潮及前香港眾志成員在路口舉起「學民思潮」旗幟。囚車駛出後，支持者一擁而上，拍車窗拼命大喊「撐住呀」。立場新聞前記者何桂藍在facebook分享片段後，紛紛留言表示感動和好難過。

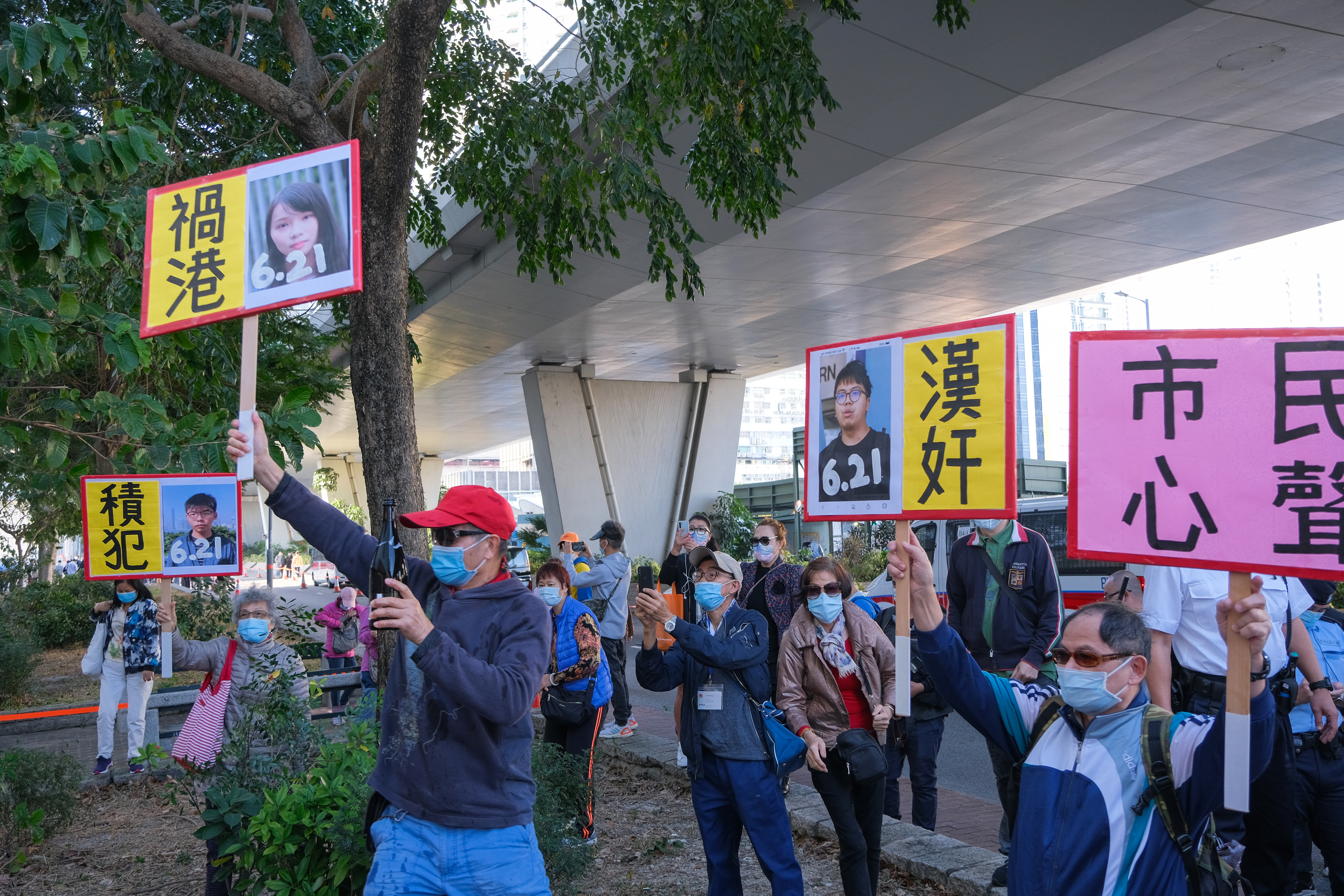
有親中的中年市民舉起標語，指周庭禍港，林朗彥為漢奸
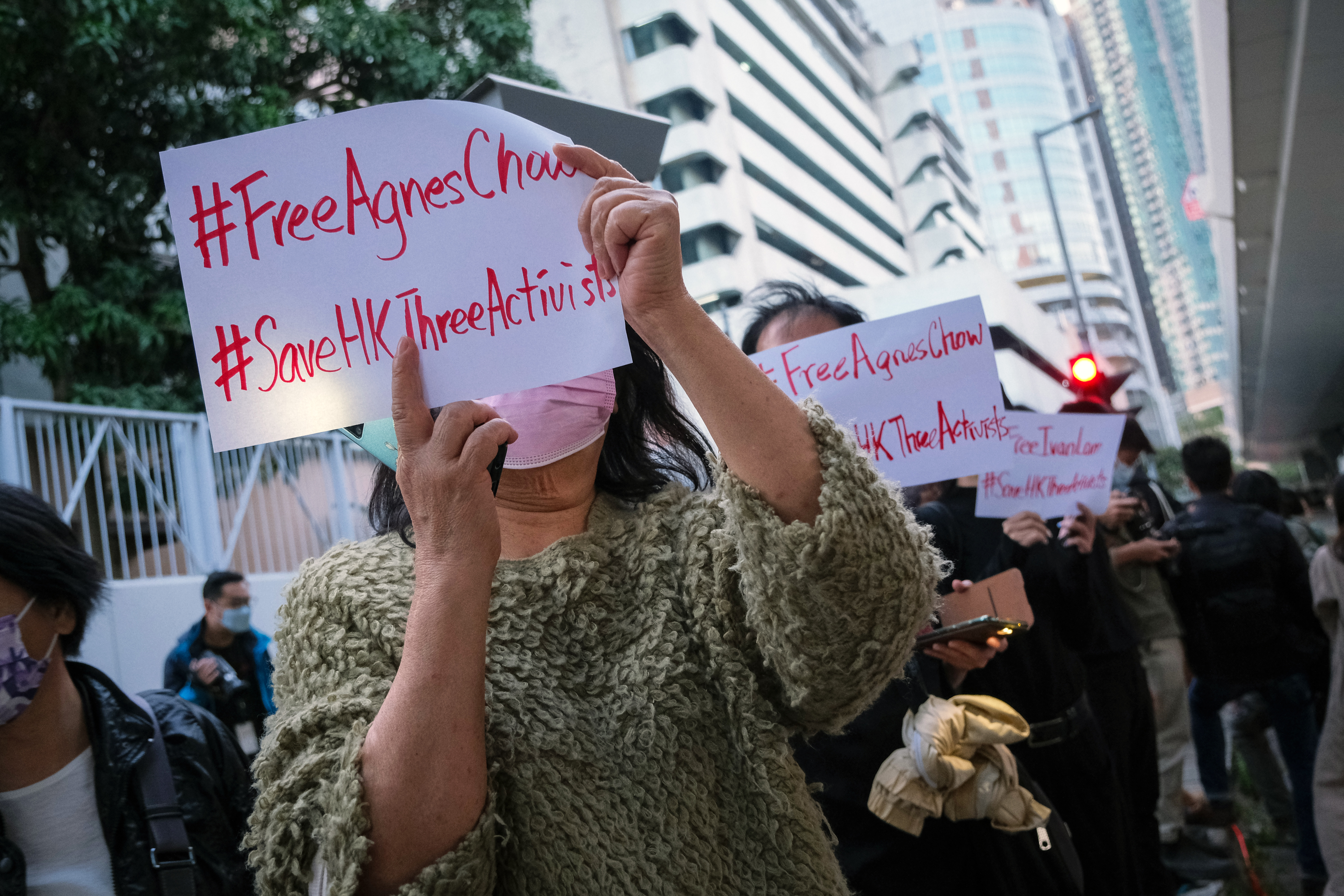
有市民舉起聲援周庭的「#SaveHKThreeActivists」標語
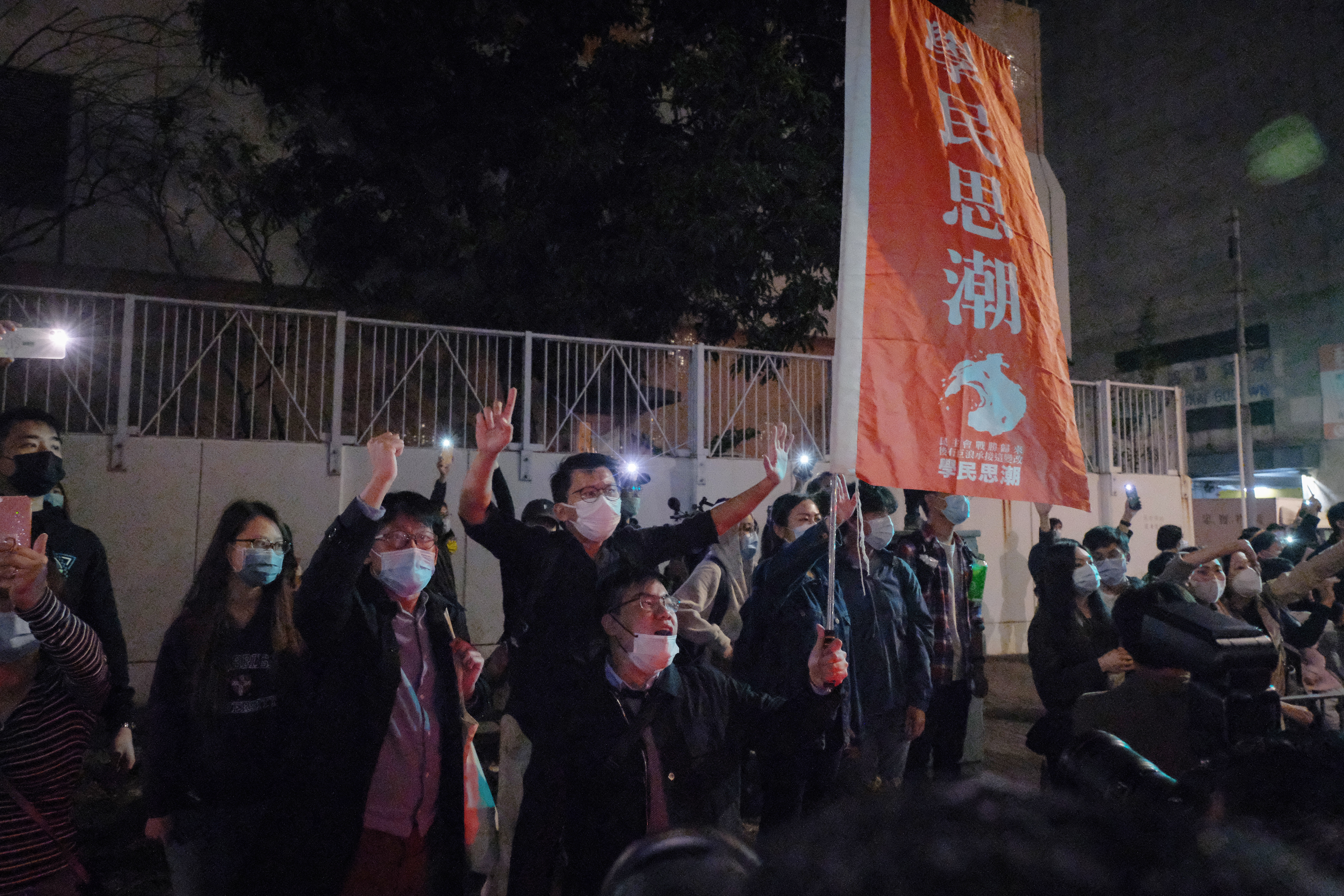
前學民思潮成員在路口聲援，並舉起「學民思潮」旗幟
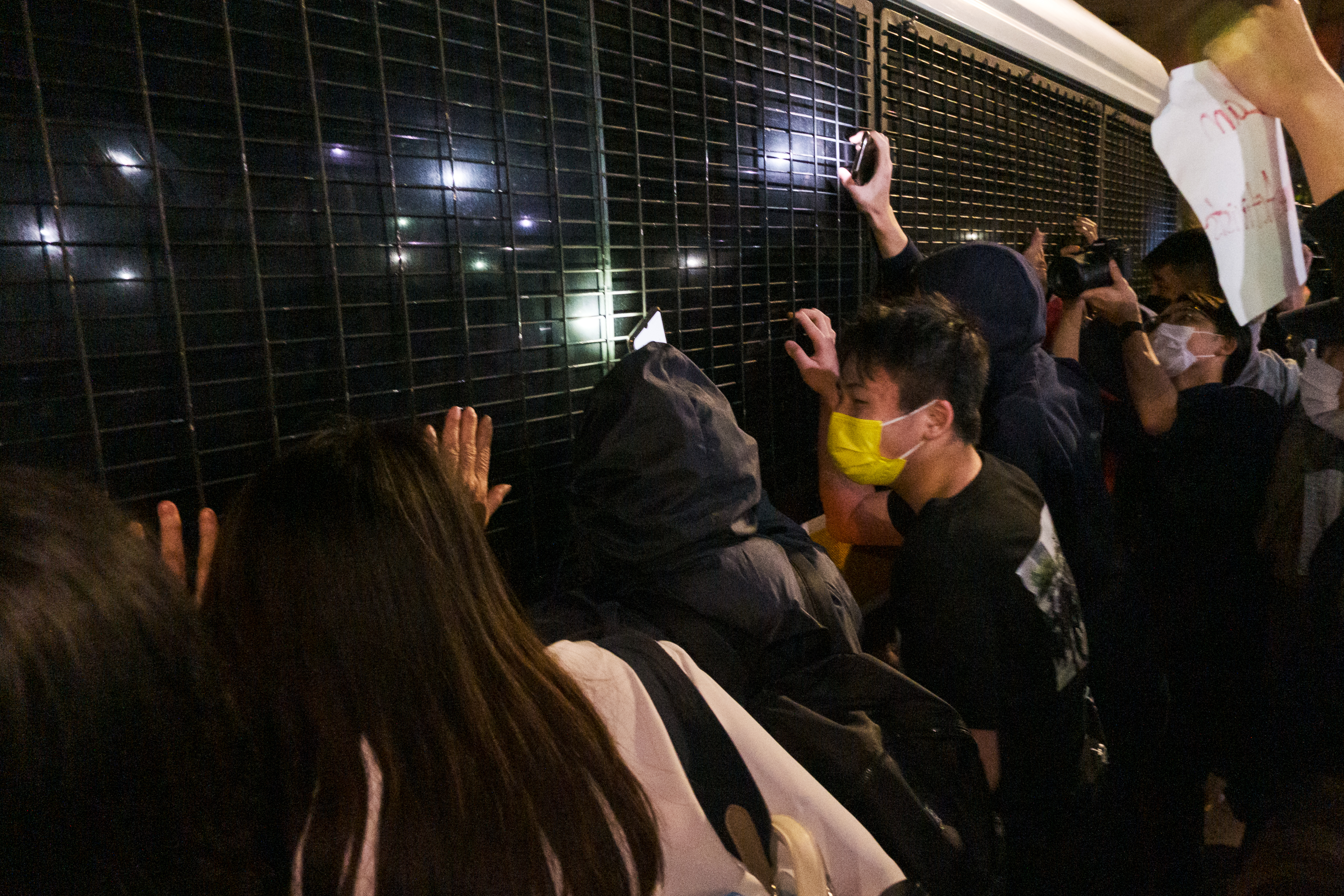
入夜後，有追囚車的市民開著手機手電筒，希望車內的人透過微弱的燈光，看見窗外有支持者聲援他們

### 德國人權報告批評中國
德國外交部2日公布兩年一度的人權報告，在有關中國的章節中，報告談到《港區國安法》的引入令人權狀況惡化，方便中國安全機關打擊香港的公民社會、反對派人士和獨立媒體，導致確保香港高度自治的「一國兩制」原則遭架空，又指在新疆有「壓制、監控和大規模拘禁」的情況發生；報告認為中國今年雖然通過《民法典》，但司法機關仍受控於黨，沒有確保法治國家的基本原則。

## 3日

### 許智峯流亡
民主黨前立法會議員許智峯在香港時間傍晚約8時在facebook發表聲明，正式宣布要暫別香港就此流亡，並退出香港民主黨，尚未決定會在哪個國家停留。

## 4日

### 周梓樂死因研訊發現關鍵影像 研訊押至下周二

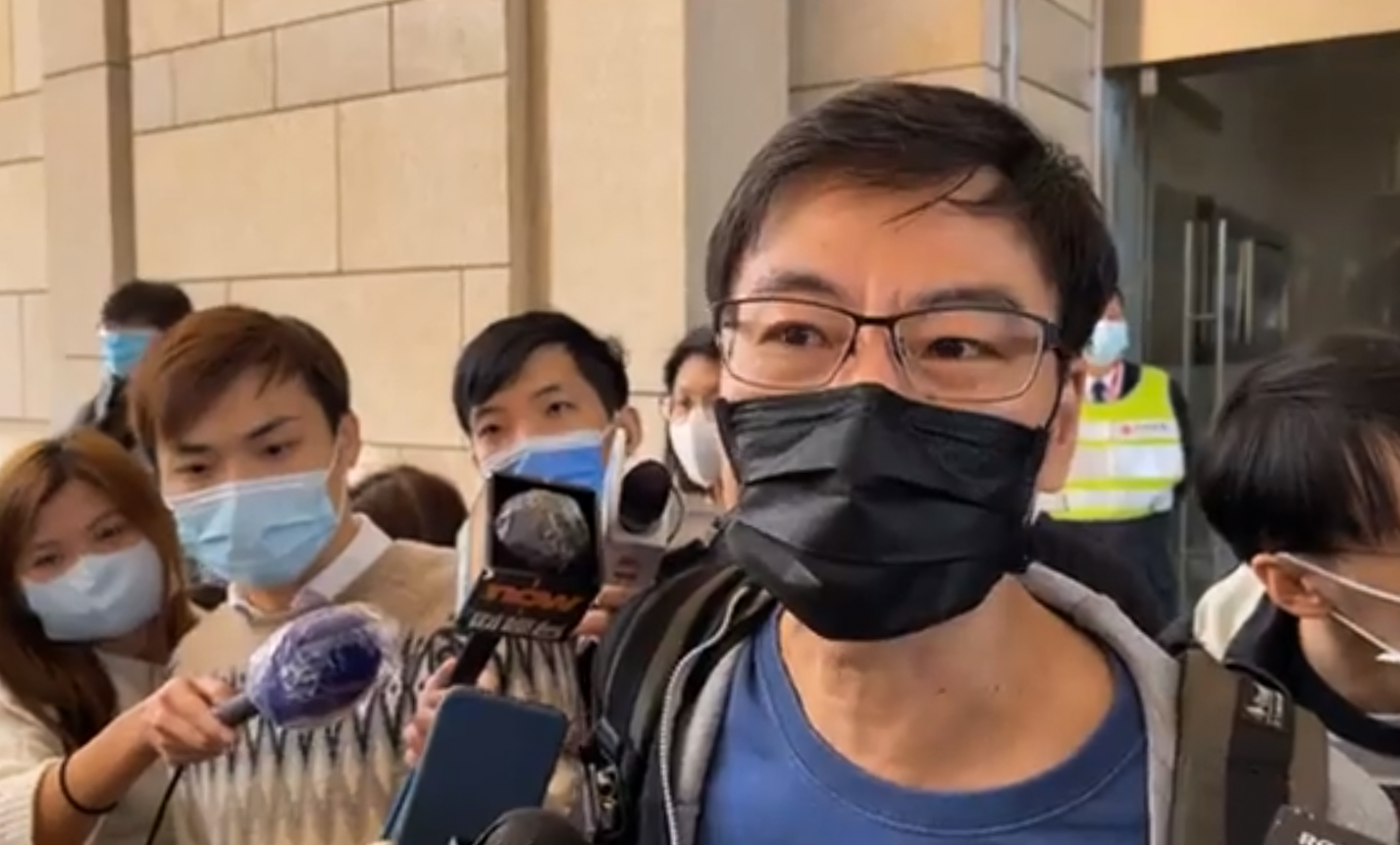
周梓樂死因研訊第15天 周爸爸晤傳媒

周梓樂死因研訊第15天，庭上首度播放從廣明苑的閉路電視發現的「關鍵片段」，片段顯示尚德停車場A有一個黑影從停車場墮下，裁判官表示「相信黑影就係梓樂跌落去」。周梓樂母親看到片段後在旁聽席抽泣。裁判官同時指涉事救護車A344停泊及離開的時間與救護員早前的證供不符合，將消防處正式列為死因庭有適當利害關係者。裁判官將案件押後至下周二處理。

### 2020年國家憲法日

#### 教育局為學校制定活動安排
教育局今年11月6日首度向中小學致函，針對學校「國家憲法日」推廣活動，提供相關資料和活動建議。教育局建議，學校當日應升掛國旗和區旗，及奏唱國歌，又建議教師在當日向學生講解《憲法》和《基本法》的歷史背景、結構和內容重點等，從而加深了解國家機構的職權、公民的基本權利和義務等，並了解《憲法》與香港特區和《基本法》的密切關係。通告又附上三頁「講解重點」資料供學校使用，包括引用特首林鄭月娥2019年「國家憲法日」的座談會講辭。但因應疫情教育局已宣布全港幼稚園及中小學由12月2日起，暫停面授課堂及校內活動，直至學校的聖誕假期開始，亦已通知學校鼓勵學生在家參與「國家憲法日」網上問答比賽，以及透過相關連結在家收看特區政府於12月4日舉辦的「國家憲法日」座談會。
教育局的建議在各學校引起關注，資助小學校長會名譽主席張勇邦11月7日在電台表示，學校當日原本已安排活動，並表示會以平常心面對，不會視「國家憲法日」為政治任務，反而會視作加強國民教育的工作。出席同一節目的灣仔區校長聯會主席戴德正指，學生要認識一個國家及地方的法律，以往學科都有教授，因此不會視為政治任務。教育界立法會議員葉建源表示，教育局提出的參考資料都傾向正面，若果令學生感受到很大反差，將不會產生正面效果。他認為老師不要只了解政府資料，亦要同時了解正反兩面內容。

#### 「國家憲法日」座談會
4日特區政府舉辦「國家憲法日」座談會，主題為憲法與國家安全。
香港中聯辦主任駱惠寧致辭時表示，香港有些人只尊重原有法律制度的基本不變，而漠視特區憲制基礎的根本改變，是香港近些年出現亂象的思想根源。他又指，幾個月來國安法威力初顯，香港進入了由亂向治的關鍵時期，而國安法的許多規定，還需要轉化為完善的制度機制，得到香港行政、執法、司法機關的切實執行。又提到部分參選或當選公職人員的人公開宣揚「港獨」、尋求外國勢力干預等，全國人大常委會上月通過決定進一步劃清了「愛國者治港」的底線標準及政治規矩，將禍國亂港者驅逐出特區的管治架構，從深層次構建公職人員對國家的認同及情感，彰顯憲法在特區的至上權威。
行政長官林鄭月娥表示，香港回歸23年多，社會對國家《憲法》和《香港基本法》的認識仍有不足，加上有別有用心的人故意扭曲中央和特區的關係，甚至將「一國」和「兩制」對立起來，令香港社會產生不少爭抝和矛盾，甚至對立。她提及，在全國人大決定從國家層面訂立「港區國安法」，就被錯誤被形容破壞香港高度自治，當全國人大常委會應特區要求，從憲制層面處理立法會「真空期」和處理議員資格時，又會被誣衊為干預香港事務。故她在今年的施政報告表明，其中一項急切要做的，是對特區的憲制秩序和政治體制正本清源，撥亂反正。
政務司司長張建宗6日於網誌談及：香港回歸超過23年，但不少港人對國家《憲法》與香港特區《基本法》的關係及《憲法》對香港的重要性認知不深；又指《憲法》具有最高的法律地位和權威，其效力範圍適用於國家的全部領域，當中包括香港特區；他強調，《憲法》不但是一國的憲制根據，也是「兩制」產生的法律依據和保障，增強《憲法》和《基本法》的意識、依照《憲法》和《基本法》辦事、堅決維護《憲法》和《基本法》權威是香港社會的共同責任。他又指，《香港國安法》實施後，發揮了「定海神針」的作用，使香港在治安方面重回正軌，社會已明顯恢復穩定。

### 聶德權回應公務員簽署聲明
公務員事務局局長聶德權出席節目《在晴朗一天出發》時表示，雖然本地法例並無規定公務員要宣誓，但作為政治體制內重要的一部份，公務員簽署聲明是基本責任及條件，符合特區一貫要求，亦是理所當然的事。亦認為公務員本身作為港人，並為公務員的兩個身份，享有《基本法》下的言論及集結自由，但多次強調自由並非無限制。

### 警員大舉搜查黃店「桔梗」 兩人被捕

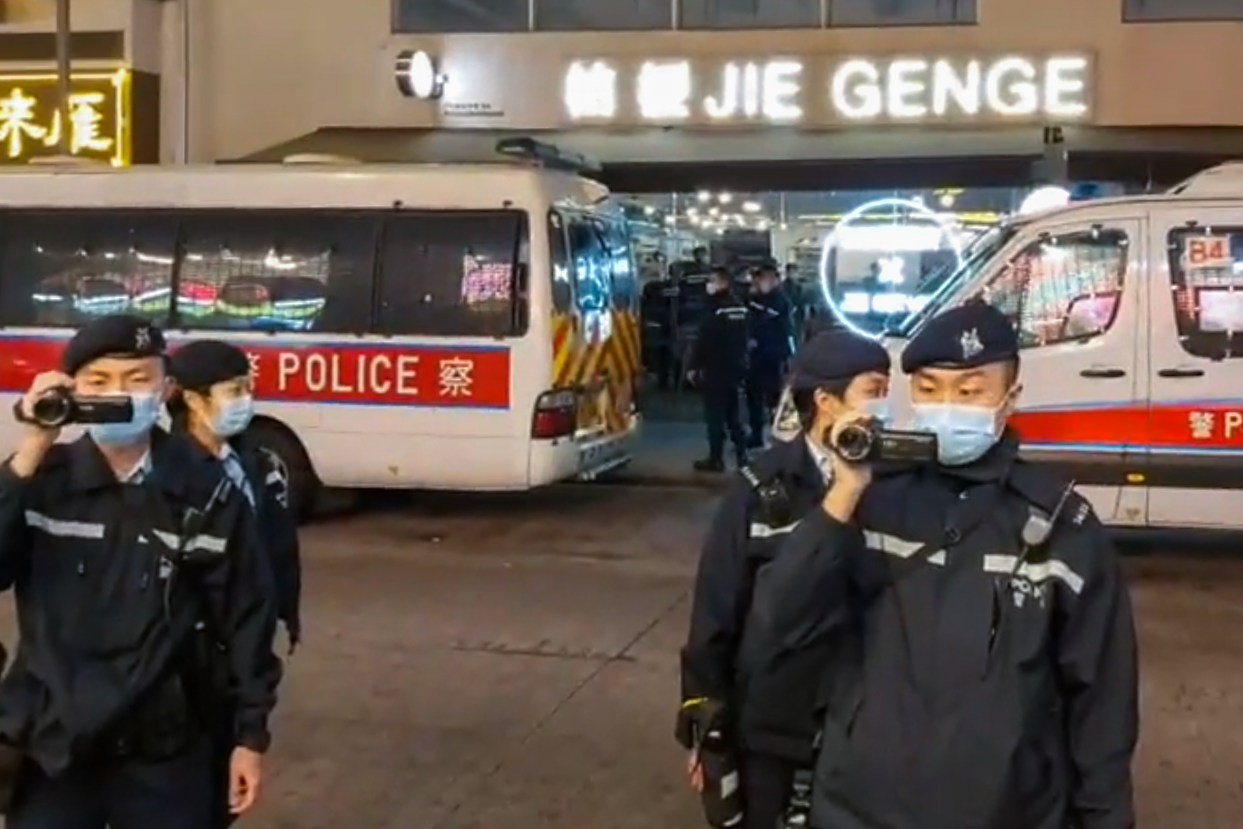
晚上9時半左右，大批警員闖入旺角知名黃店「桔梗」進行搜查，機動部隊警員在外圍用攝錄機拍攝記者和途人

晚上9時半左右，大批警員闖入旺角知名黃店「桔梗」，於地舖及天台進行搜查，引起市民及傳媒到場關注。員工表示警方搜查期間不能往天台。到凌晨約1時，警方帶走兩名男子，據知包括餐廳負責人王鴻軒，並帶走部份物件，據知包括頭盔及伸縮警棍。而附近的一輛停泊客貨車也被警員截查，包括車上數名男女。人稱「理大廚房佬」施景騫因帶有「V煞」面具及披上光時旗，而被警員截查，之後被帶上警車。
5日，王鴻軒及其員工現獲准以3,000元保釋，並於2021年1月5日到警署報到。

## 5日

### 許智峯被媒體拍攝到轉抵英國倫敦
Now新聞台獨家拍攝到香港立法會前議員許智峯抵達英國倫敦希思羅機場。他接受訪問時表示目前不想談論細節，形容抵達英國後心情沉重。知道自己要與香港、所有我愛的事物切割，可能永遠未必有機會回去。他亦拒絕透露家人的去向，也不想多談是否留在英國生活和使用甚麼旅遊證件。保安局發言人發出嚴正聲明，強烈譴責任何公然棄保潛逃逃犯，形容是“畏罪潛逃的羞恥行為”。警方亦強烈譴責有關行為，表示會依法循不同途徑追查在逃疑犯的下落，將其緝拿歸案。

### 六四与反送中亲历者举行交流会
5日下午2时，一场六四事件亲历者及香港反送中运动亲历者间的交流会在洛杉矶波莫纳举行。本次交流会由中国大陆流亡者团体“去国者宪政研究会”及远东青年自由同盟共同举办。“远东青年自由同盟”南加州召集人傅以萨表示，他在2019年6月至8月间参加了香港的抗争活动並亲眼目睹过的香港警暴，並認為从反送中运动爆发后不久，香港警方就在使用过度暴力；“去国者宪政研究会”会长徐杰表示，作为八九民运的参与者，当时并未想到中共军队会在北京开枪。在六四屠杀发生后，他便看透了中共的极权主义本质。又预判1997年香港主权被移交中国时，中共还将会完全收取香港的治权。双方谈到，反送中运动与六四相比更为去中心化，且更为凸显本土、社区性的诉求。反送中运动参与者也对“改良”中共更不抱希望。在国际层面，两场运动都促进了国际社会对中共进行制裁和孤立，并拥有很大的国际影响力。

## 6日

### 親中商界成立紫荊黨
《南華早報》報導，一群有內地背景的商界高層，包括絲路金融有限公司行政總裁兼中國全國政協委員)李山，聯同中播控股董事會主席黃秋智及卓悅控股董事會主席陳健文，於同年5月在香港成立了一個新政黨，名為“紫荊黨”。而在香港公司註冊處的官方網頁上显示，這個新政黨於2020年5月14日成立。這新政黨成立了接近7個月後，才浮出台面，显示背后一连串动作策划已久。

## 7日

### 警方國安處就中大遊行拘8人 包括2名區議員
香港警務處國家安全處就上月中大遊行接手調查，於早上拘捕8人，年齡介乎16至34歲，包括觀塘區議員陳易舜及西貢區議員李嘉睿，以及研究助理楊子雋，3人均為中大畢業生。警方表示他們涉嫌參與未經批准集結，其中3人另涉嫌煽動國家分裂被捕，而部分被捕人士並非中大學生或校友。警方指不排除會有更多人被捕。

### 許智峯與家人戶口再遭凍結 言論或涉勾結外國勢力
立法會前議員許智峯宣布流亡後，他及家人的銀行帳戶遭凍結，並曾經一度獲解凍，不過到12月7日再度被凍結。匯豐銀行稱不會評論個別個案，但指相關事實被歪曲，並非完全凍結，指父母的戶口未有受影響。而許智峯其後在facebook指出戶口是被徹底凍結，要求匯豐正面回應和澄清哪一方面是被扭曲，全面公開事件。稱事件影響香港及世界所有匯豐客戶的信心。
而警方國家安全處高級警司李桂華不點名回應許智峯戶口遭凍結事件，指有關人士的社交網站發文，如「拉闊香港的國際戰線」已涉嫌勾結外國勢力。
到傍晚，許智峯在facebook指警方涉挪用85萬港元的眾籌款項純屬抹黑，並公開有關眾籌記錄。要求警方拿出客觀的證據，批評警方打壓和抹黑異見者。

### 美國制裁14名全國人大副委員長 涉訂國安法
《路透社》引述消息報道，因應港府早前DQ4名民主派立法會議員，美國準備再制裁14名全國人大官員和中國官員，最初消息指很有可能包括香港官員。而最後被制裁人士為在十三屆全國人大三次會議上簡介《港區國安法》內容的中共中央政治局委員兼全國人大常委會副委員長王晨、全國人大常委會副委員長曹建明、張春賢和白瑪赤林等人。美國國務卿蓬佩奧同日发表聲明，指摘北京不斷破壞香港民主程序，導致香港立法會名存實亡，淪為不再具有任何有意義反對派勢力的橡皮圖章。

### 美国眾議院通过《香港人民自由和選擇法》
美國眾議院在全院無異議的情況下通過《香港人民自由和選擇法》，法案稍後將交由參議院審議，經參院表決後呈交總統簽署生效。

## 8日

### 民主派成員被捕
早上，警方上門拘捕最少8名民主派成員，被捕人员包括民主黨主席胡志偉、社民連副主席梁國雄、成員鄧世禮、民陣召集人陳皓桓、前立法會議員朱凱廸、東區區議員曾健成、陳榮泰、徐子見。报道称，此次拘捕行動與2020年6月30日在終審法院外、以及七一遊行的非法集結事件有關，他們涉嫌「煽惑他人明知而參與未經批准集結」、「舉行或組織未經批准集結」 及「明知而參與未經批准集結」罪名。12月17日於西九龍裁判法院提堂。

### 警搜好鄰舍北區教會 指瞞1800萬眾籌

晚上，警方於好鄰舍北區教會進行搜證，之後帶同社工劉家棟離開

曾在反修例運動中組織「守護孩子行動」的好鄰舍北區教會表示，教會及堂主任傳道人陳凱興夫婦的滙豐銀行戶口被凍結。到傍晚，警方拘捕教會一名前女董事及一名前女員工，懷疑有人以宗教及支持青年為名，在眾籌活動中涉嫌隱瞞收到1800萬元的捐款及洗黑錢，較教會公布籌得的890萬元更多。而警方已要求滙豐銀行凍結涉案5個銀行戶口，合共涉款2500萬元。警方又表示，涉案主腦即集團董事及公司秘書，已於今年10月中離港。陳凱興發方短片透露，一家五口現正身處英國，與家人放「安息假」。不過現時卻「被迫沒法返香港」，他指現時與太太的匯豐戶口被「無辜的凍結」，批評政府打壓社福機構。好鄰舍北區教會發聲明，指事件是「明顯的政治報復」，凍結戶口使無家者住宿服務立即被終止。

### 周梓樂逝世13個月 理大廚房佬截查時被捕

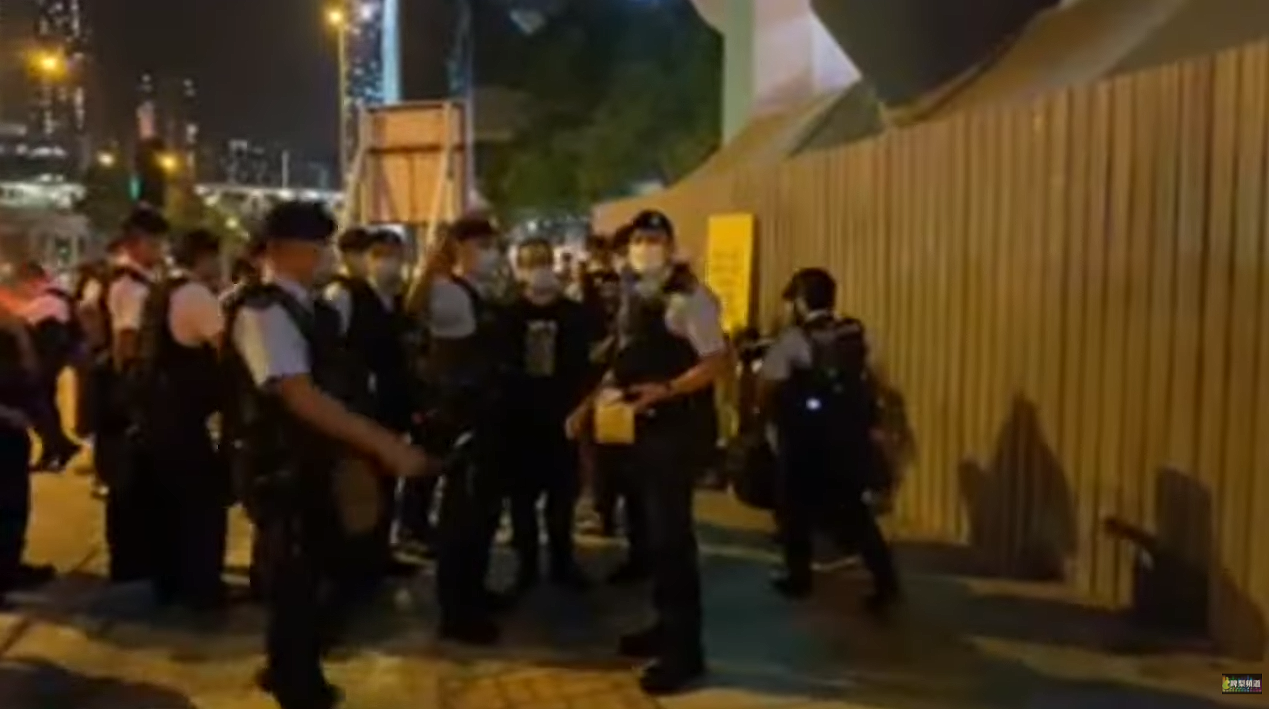
晚上10時許，警員截查「理大廚房佬」施景騫後被帶走

周梓樂逝世13個月，晚上有市民到將軍澳尚德停車場外悼念，在十字路口擺放鮮花，蠟燭及文宣。不過其後有超過50名機動部隊警員到場，並拉起封鎖線，以限聚令理由要求市民盡快離開，不過逗留。有市民因擺放悼念物品而被警方票控亂拋垃圾。到晚上10時許，警員截查「理大廚房佬」施景騫時，因現場曾經傳出玻璃樽爆裂的聲音，他最後被帶走。案件交由將軍澳警區重案組跟進。

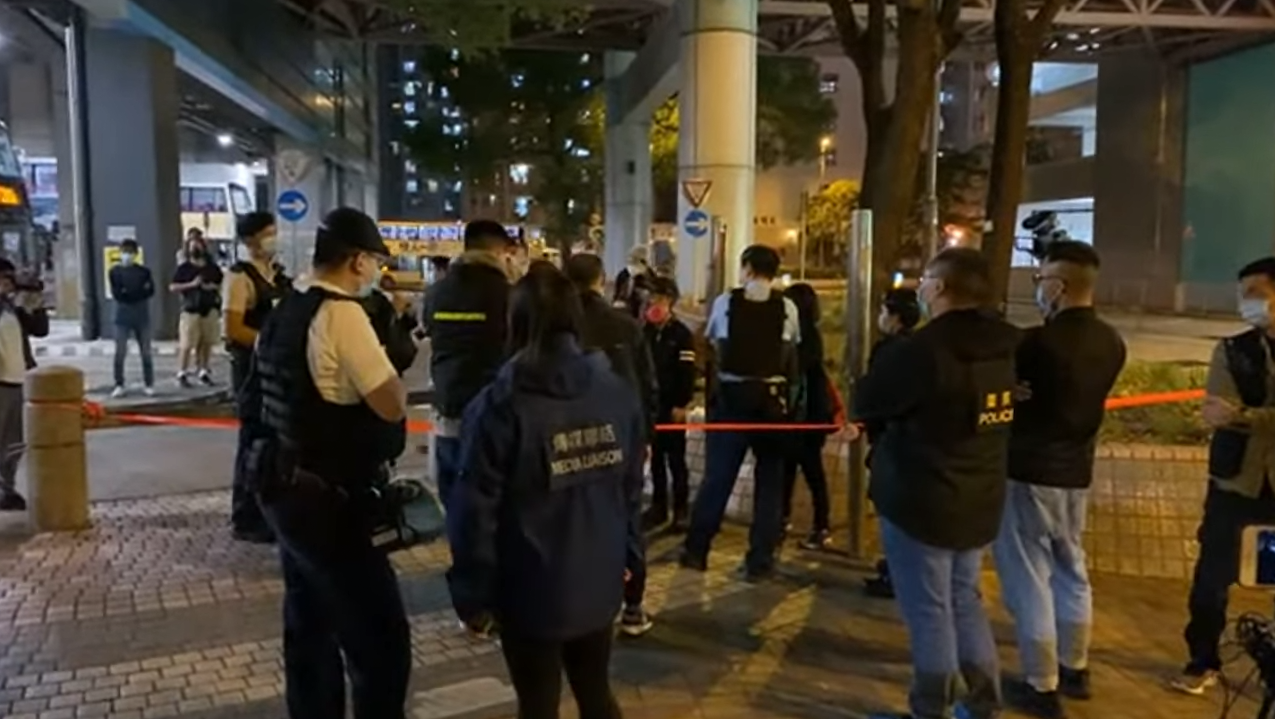
大批警員截查市民和記者
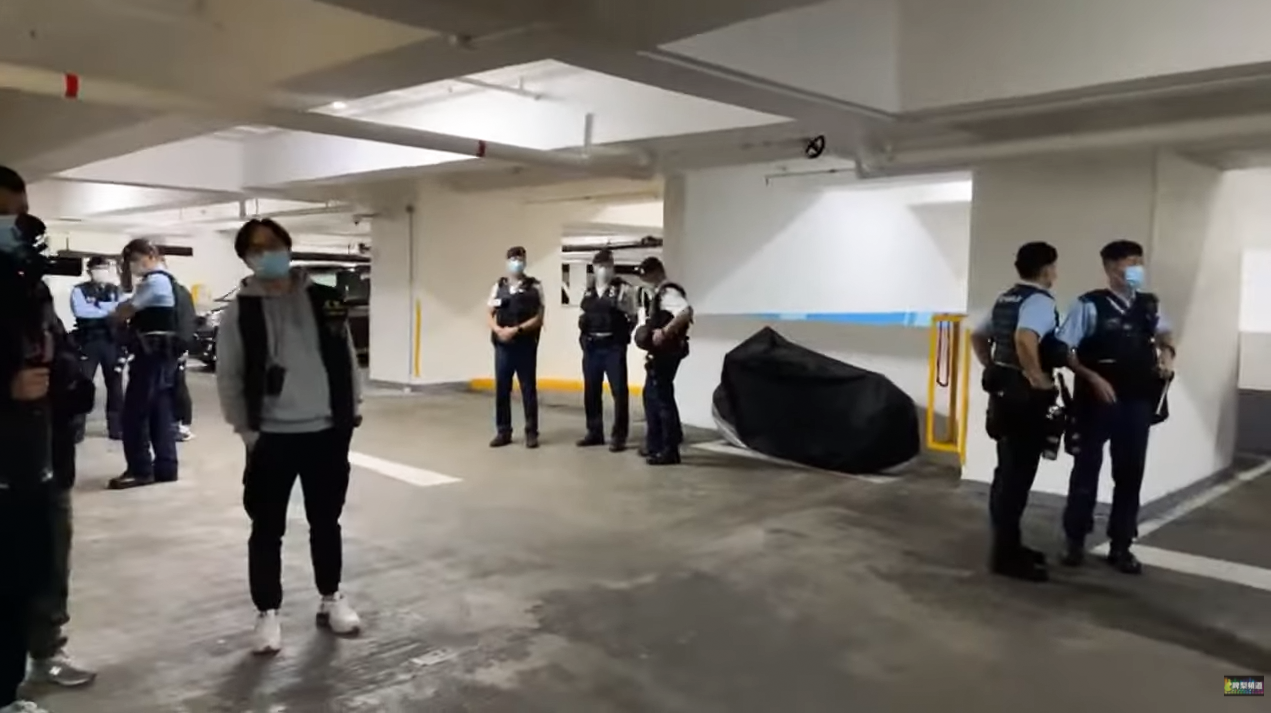
大批警員在停車場戒備
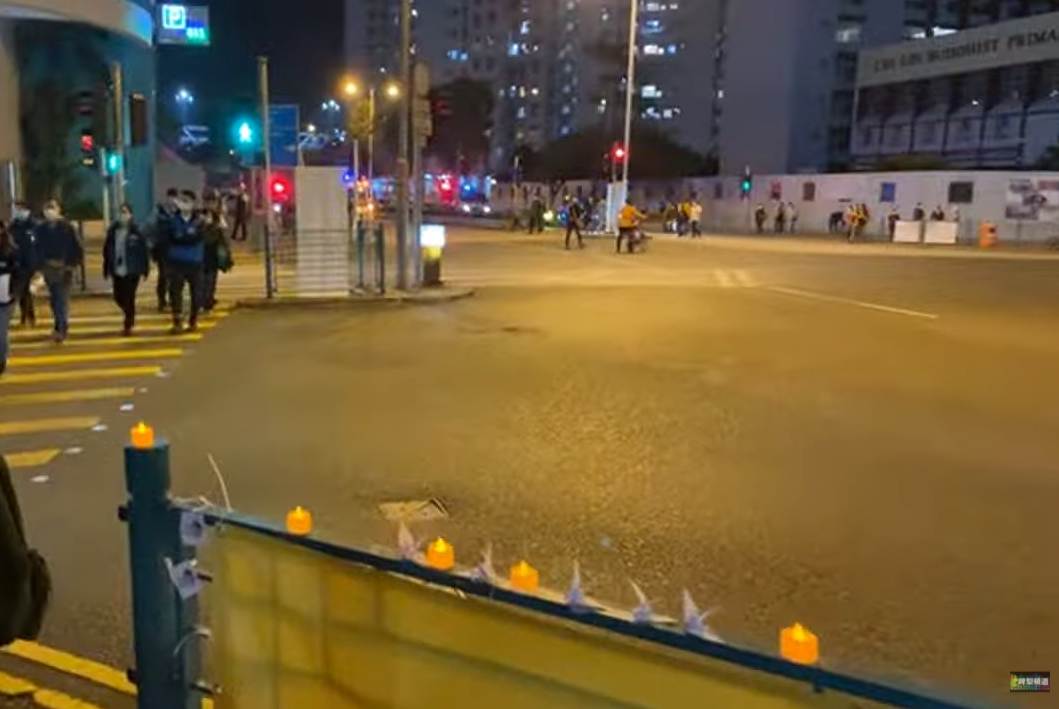
有人在尚德十字路口擺放蠟燭
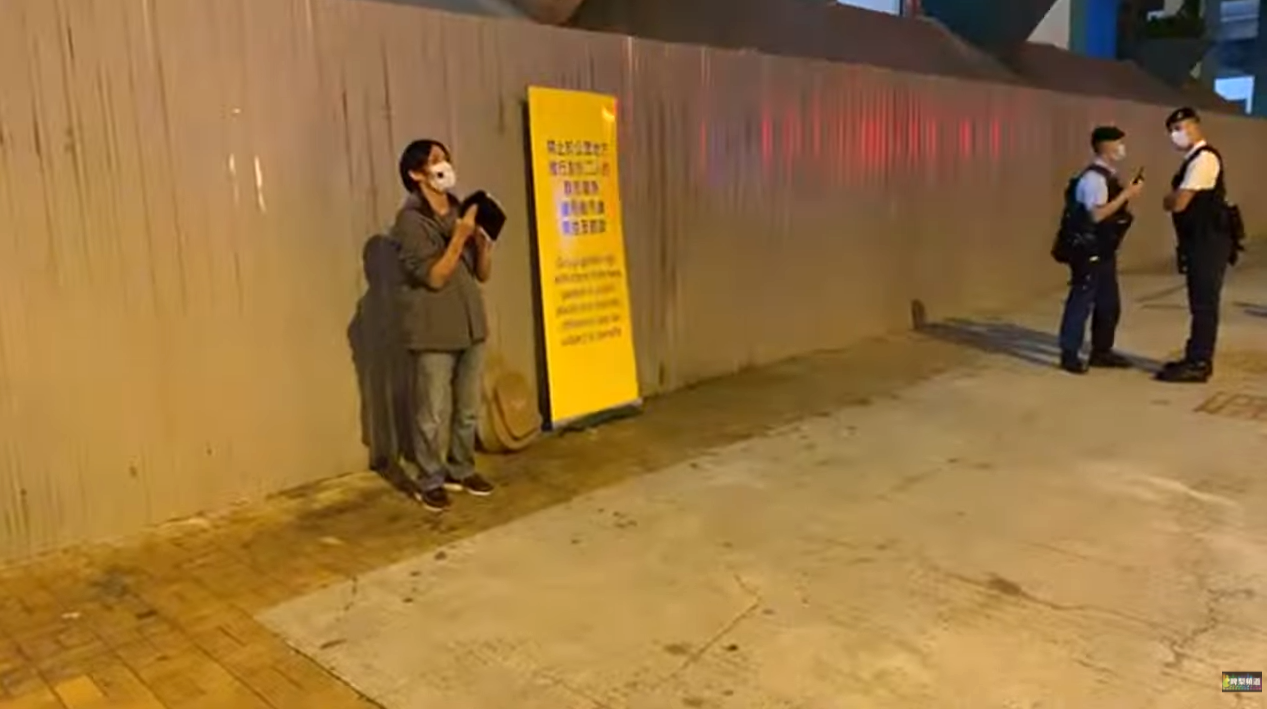
呂智恆在尚德停車場外設街站
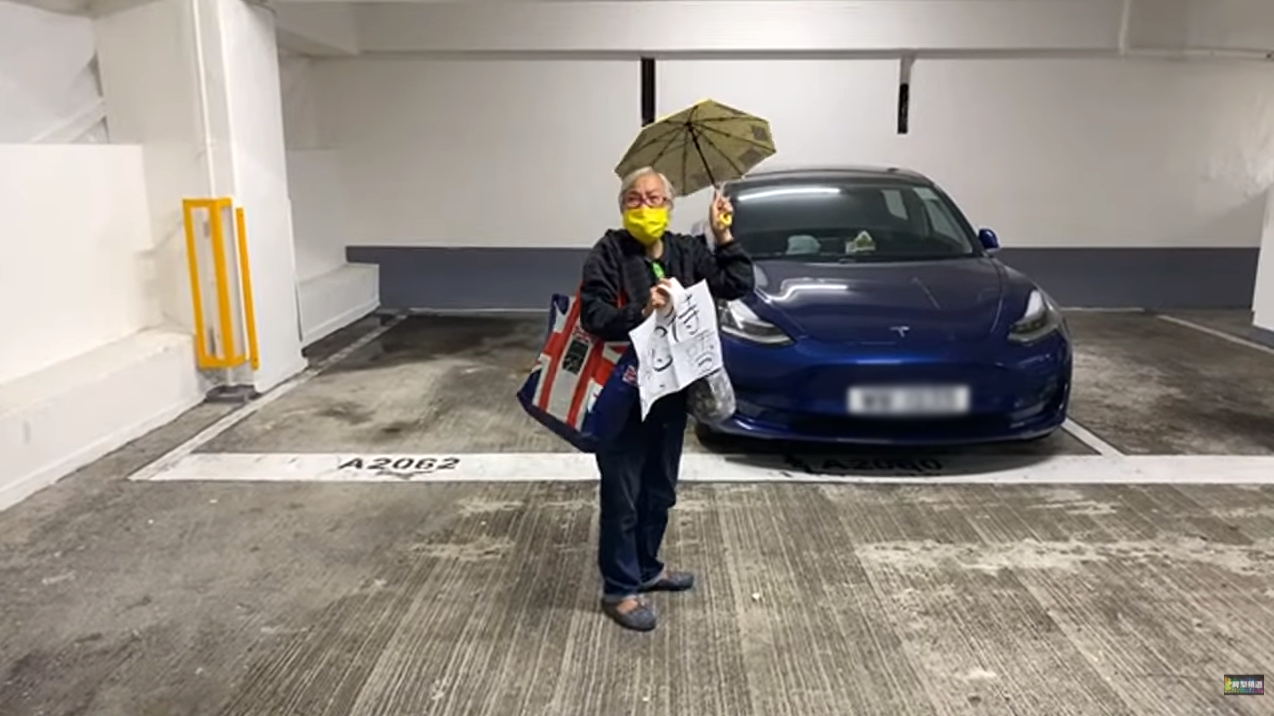
「王婆婆」王鳳瑤在停車場叫喊口號

### 林鄭月娥接受《華爾街日報》记者提问
行政長官林鄭月娥在7日及8日參與《華爾街日報》行政總裁議會高峰會，並接受記者視像訪問。她表示，法治、司法獨立以及市民的權利和自由等香港賴以成功的核心價值，將會在「一國兩制」下繼續得到充分保障。她还说，香港在中央政府支持下將在國家發展特別是粵港澳大灣區發展中擔當重要角色，香港前景無限，企業應把握良好時機，投資香港。

### 国务院港澳办、中联办、驻港公署谴责美国制裁
國務院港澳辦发表声明，就美国制裁14位全國人大常委會副委員長的行动表示谴责，批評美方制裁完全違背國際法和國際關係基本準則，是「歇斯底裏式的政治霸淩行徑」，又说美國自身早已建立起密不透風的維護國家安全法律體系，對中國維護國家安全和特區憲制秩序的正當之舉肆意詆毀、粗暴干涉、野蠻打壓，形容是「赤裸裸的雙重標準和強盜邏輯」。声明最后引用西方諺語「上帝欲使其滅亡，必先使其瘋狂」，若美國國務卿蓬佩奧之流肆意上演最後的癲狂，到頭來只會搬起石頭砸自己的腳，自食惡果。
香港中聯辦发表声明表示，強烈譴責美國制裁行徑，指出是嚴重違反國際法和國際關係基本準則的政治霸淩，絕對不會畏懼任何蠻橫霸道，絕對不會容忍美國對香港事務和中國內政的粗暴干涉，絕對不會動搖維護國家主權安全發展利益的堅定決心。
外交部駐港公署表示，對美方制裁全國人大常委會副委员长、眾議院通過《香港人民自由與選擇法案》表示強烈憤慨，予以強烈譴責，敦促美方立即停止插手香港事務，停止縱容和包庇反中亂港分子，停止破壞特區法治與司法獨立。

### 中国外交部副部长召見美駐華使館臨時代辦
中国外交部副部長鄭澤光召見美國駐華使館臨時代辦傅德恩（Robert W. Forden），就美国制裁全国人大副委員長的行动提出嚴正抗議。鄭澤光指出，美方制裁中國全國人大常委會14位副委員長的行徑，嚴重違反國際關係基本準則，嚴重干涉中國內政，嚴重破壞中美關係，蠻橫無理，性質惡劣，中方表示強烈憤慨，予以強烈譴責。他又批評美方藉口維護香港民主、人權、自治，利用各種手段插手香港事務，慫恿支持分裂國家、擾亂社會秩序的違法犯罪活動，對中國中央政府和香港特區政府官員實施制裁，并指出這一切充分證明，美方就是香港亂局的最大幕後黑手，美方關心香港民主、人權、自治是假，搞亂香港、破壞中國穩定發展是真。

### 悼念百里居老闆Barry獻花行動
午膳及晚膳時間，有網民響應網上號召參與「悼念百里居老闆Barry獻花行動」，到中環九如坊獻花，向疑於12月4日病逝的百里居（黃店）老闆Barry Wong致哀。

## 9日

### 高等法院決定拒絕周庭保釋
12月9日，周庭在高等法院原訟庭再申請保釋。法官張慧玲聽罷雙方陳詞後，認為申請人沒有顯示極高或合理上訴成功機會，決定拒絕周庭的保釋申請，法庭稍後會以書面形式解釋理由。

### 監警會去年接近1500宗投訴 僅57項指控獲證實
監警會上年度共接獲1,478宗須匯報投訴個案，不過只有57項指控獲證明屬實，19項指控被列為未經舉報但證明屬實，不過沒有毆打、捏造證據及恐嚇投訴獲證明屬實。而警方對80名違規警員採取行動，涉及60宗個案，只有2人面對紀律覆檢，其餘被警告或訓諭，無人被刑事起訴。

### 蓬佩奧警告商界：香港只是中共治下一城與中國無異
美國國務卿蓬佩奧在《華爾街日報》行政總裁高峰會的訪問中，向世界各地的商業領袖警告，指香港「只不過是由中共管治的一個城市」，外界應該把香港視為與中國無異。而香港特首林鄭月娥在高峰會的訪問指不少企業都樂見現在的香港變得更安全，是做生意的最好時機之一。

### 全國人大常委會发言人就美制裁全国人大副委員長的行徑发表讲话
全國人大常委會發言人就美国制裁全国人大副委員長的行徑发表讲话。發言人表示，美方以香港事務為藉口粗暴干涉中國內政的行徑極其卑劣，是典型的政治霸凌和雙重標準，中方予以強烈譴責，表示堅決反對。發言人又表示，中方反對任何外部勢力干預香港事務的決心堅定不移。中方有關部門將對提出和推動涉港議程，插手香港事務，損害中國主權安全的美方相關人員實施對等制裁。

### 英国內政大臣會見羅冠聰及李宇軒妹妹
英國內政大臣彭黛玲接見早前秘密逃往英國倫敦的前香港眾志常委羅冠聰，以及逃亡台灣失敗而被扣留深圳的「香港故事」成員李宇軒的妹妹Beatrice Li，指英國會與香港人並肩，並信守承諾及捍衞香港人的自由。香港特區政府其後發聲明，指摘英方於簽署《中英聯合聲明》時，明確承諾不給予持有英國國民（海外）護照的香港公民在英居留權，若現時刻意違背承諾，是罔顧歷史事實，並有違國際義務。中國外交部發言人華春瑩翌日回應時表示，羅冠聰根本代表不了香港民眾，指有個別人士聲稱其自由受影響，她認為他們受影響的是為所欲為、為非作歹、破壞香港法治和社會穩定的自由；並敦促有關外部勢力，放棄企圖通過政治操弄干預香港事務的圖謀。

## 10日

### “法官要問責”集会
中午，民间团体「監察司法大聯盟」及「保衞香港運動」先後到灣仔警察總部及中環終審法院外請願，不滿近期接連有人在保釋期間潛逃。示威者高叫「警察拉人、法官放人」及「司法獨大、禍港殃民」等口號，質疑部分法官拒絕沒收疑犯旅遊證件，讓疑犯有機會潛逃，促請即將離任的終審法院首席法官馬道立向市民道歉，並進行司法改革，向涉嫌失職法官問責。

### 林鄭月娥接受國內外媒體訪問
行政長官林鄭月娥接受中国官方媒体《中國日報》香港版和《華爾街日報》訪問。她在采访时表示批評美國干預中國內政，行為虛偽、違反國際法，她和其他被制裁官員都不會被嚇怕。她又稱，香港基本法第23條本地立法仍在其議程中，目前有一些重要的基礎工作正在進行。而在《華爾街日報》的訪問中，她形容任何國家都不會容忍叛國、推翻政府的行為近期發生的不同事件。同時指近年發生的事件出現很多對香港不公允的評論，反映不少人未有充分理解一國兩制，更形容去年6月發生的反修例運動為連月暴動，在全國人民代表大會常務委員會制定《港區國安法》後，香港的法紀和秩序亦得以恢復。她指出香港前景無限，企業應把握此良好時機投資香港。

### 中国外交部發言人宣布取消持美國外交護照人員臨時訪問香港及澳門的免簽證待遇
中國外交部發言人華春瑩表示，鑒於美方利用涉港問題嚴重干涉中國內政，損害中方核心利益，中方決定對在涉港問題上“表現惡劣、負有主要責任”的美國行政部門官員、國會人員、非政府組織人員及其直系親屬實施對等制裁，并宣布取消持美國外交護照人員臨時訪問香港、澳門免簽待遇。香港特区政府当晚跟进中央政府對美方採取的反制措施，即日起取消美國外交護照持有人免簽證訪港安排。

### 世界人權日

#### 台湾独派团体邀请在台港人参观台独运动五十年特展
独派、台湾基进党10日以“传承海外抗暴精神，独立主权撑自由香港”为名，邀请在台港人参观在二二八国家纪念馆展出的台独联盟五十周年特展。台湾独立建国联盟秘书长何浩明表示，在中国国民党、中国共产党眼中高度敏感的所谓“台独分子”，其实是一群对自己国家，有着想像和渴望的一群人。台独联盟主席陈南天表示，希望台独联盟前辈数十年对抗极权政治经验，分享给香港人。在台香港评论员桑普提到，从香港网路电台主持人“杰斯”被捕，前香港众志成员黄之锋、周庭等人近日被判刑，以及壹传媒集团创办人黎智英将关押至明年4月等，整个形势都在急转直下，並希望台湾政府能够多帮一点该帮的香港人。

#### 美国驻中国大使馆举办网上讨论会
北京时间10日晚8时通过美国驻中国大使馆Facebook举办网上讨论会，为了配合网上讨论会，美国大使馆上载了香港示威者在街头「五大诉求，缺一不可」手势的照片，以此呼吁中国民众勇于为自己的人权发声。

#### 欧盟举行非政府组织人权论坛
欧洲联盟在10日世界人权日举行非政府组织人权论坛上，欧盟外交与安全政策高级代表博雷利在致词时，特别提及香港民主派人士被捕，中国有100名记者和博客作者入狱，呼吁塑造一个保护和尊重人权的数字世界。

### 司法案件
1名69歲男子，於2020年年3月8日於大埔安祥路昌運中心停車場出口外向警方防線投擲一個膠水樽，意圖激使他人破壞社會安寧。被控一項公眾地方作出擾亂秩序行為罪，2020年12月10日於粉嶺裁判法院判刑，主任裁判官蘇文隆判刑指，案件發生在社會氣氛緊張的時間，基本上每天都有警民衝突，人心惶惶。他認為被告拋擲塑膠水樽的行為，有機會激發情緒高漲的市民，作出同類或更激進行為，危害警員安全，令警方執法難上加難。他又指案件雖與「鍾嘉豪案」的控罪不同，但性質相似，參考該案後，以量刑起點為6個月，扣減認罪的三分一，最後判處4個月監禁；被告放棄上訴。

## 11日

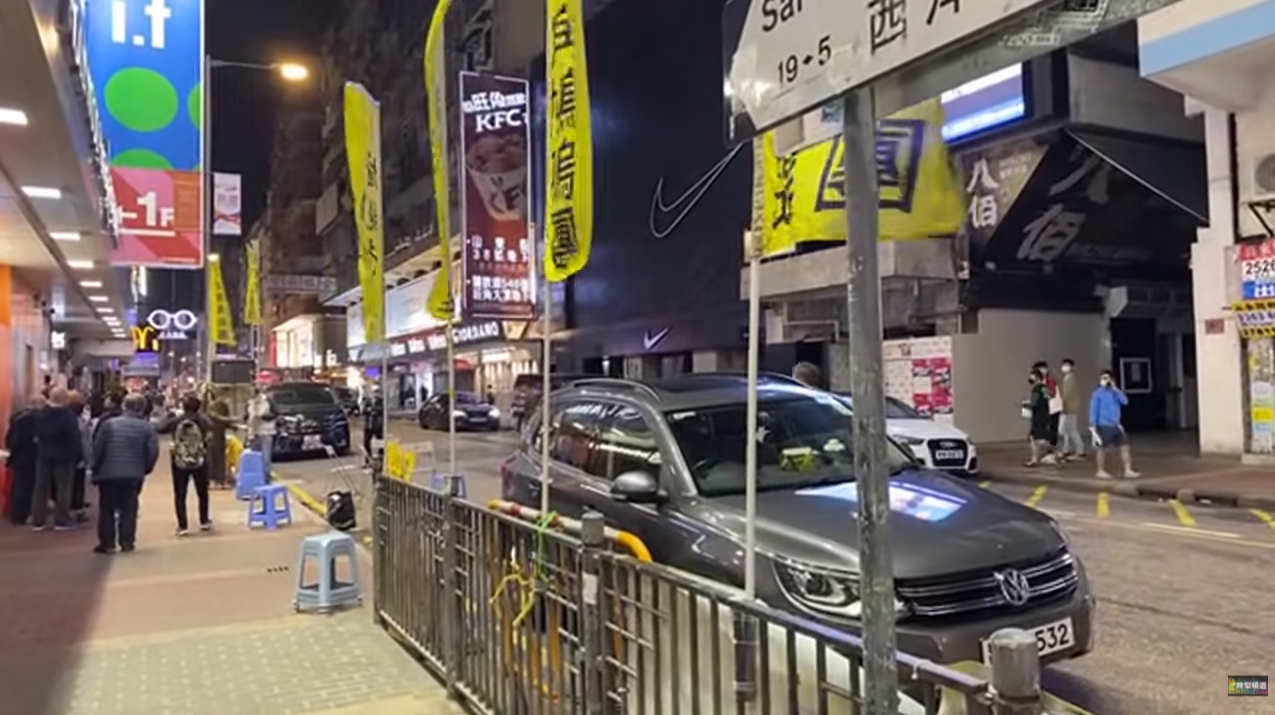
12月11日晚上，旺角西洋菜南街有街站被警方票控

### 黎智英加控「勾結外國勢力」罪名，鍾翰林侮辱國旗罪成
香港警務處國家安全處加控壹傳媒集團創辦人黎智英一項「勾結外國或者境外勢力危害國家安全」罪，成為《港區國安法》生效後，首名被落案控告此罪名的人。公民黨主席、資深大律師梁家傑估計是警方認為他早前在Twitter與外國政客討論香港情況、或接受外國媒體訪問期間提及呼籲外國支援香港等言論有關。案件12月12日於西九龍裁判法院提堂。
另外，因涉違反《港區國安法》被還押的前學生動源召集人鍾翰林，指他在2019年5月14日在立法會示威區刑毀撐政府團體「保衛香港運動」的中國國旗，他否認侮辱國旗及非法集結兩罪，案件在12月11日在東區裁判法院提堂。裁判官黃雅茵指他曾主動伸手搶去五星紅旗後折斷旗杆，之後將國旗拋到半空的行為是故意侮辱，裁定兩項罪罪名成立。法庭將案件押後至12月29日判刑，被告須繼續還押。

### 梁頌恆宣布流亡海外
2016年被撤消立法會議員資格的梁頌恆，透過媒體和海外港人組織“避風驛”表示，他於11月30日離港，翌日抵達美國，現身處華盛頓並申請庇護。自由亞洲電台YouTube頻道上載與梁頌恆的訪問片段，指他與家人斷絕一切關係，而9月底刑滿出獄後發現被跟蹤，憂慮自身危險，故決定離港。他希望白宮能提供救生艇計劃予1997後出生，無英國國民（海外）護照（BNO）的港人。

### 警方在西洋菜南街票控17人
限聚令及口罩令定額罰款金額由2000元上調至5000元。到晚上8時，警方接報指有人在旺角西洋菜南街對開聚集，並沒有佩戴口罩。警員到場後要求在場人士停止聚集，並立即離開。不過未有理會，最後有13男2女涉違反限聚令，年齡介乎45至76歲，並向他們發出定額罰款通知書；另外有兩名男子被指無戴口罩而遭票控。而一名正被通緝的73歲男子被警方帶走。

### 「英国港侨协会」发布研究报告
英国港侨协会11日公布《港人来英研究报告》并举办记者会。报告指出，几乎所有受访者想要移民的动机都是认为《香港国安法》通过后，不再能享有安全和自由；且绝大多数受访者依旧担心移民英国后，人身安全遭受中国或香港政府威胁。该协会根据研究结果建议英国政府，排除与中共关系密切者或香港官员、警察等特定人士申请BNO签证。

### 司法案件
警方重新拘捕3男2女，於2019年10月7日在港铁兆康站和轻铁兆康站一带参与暴动，被控暴动，暴动时使用蒙面物品及管有物品意图损坏及破坏财产等罪，2020年12月11日在屯門裁判法院提堂。裁判官在控方不反對下批准各被告保釋，案件押後至2021年2月5日再訊。

## 12日

### 民族黨前召集人陳浩天非法集結及襲警罪名不成立

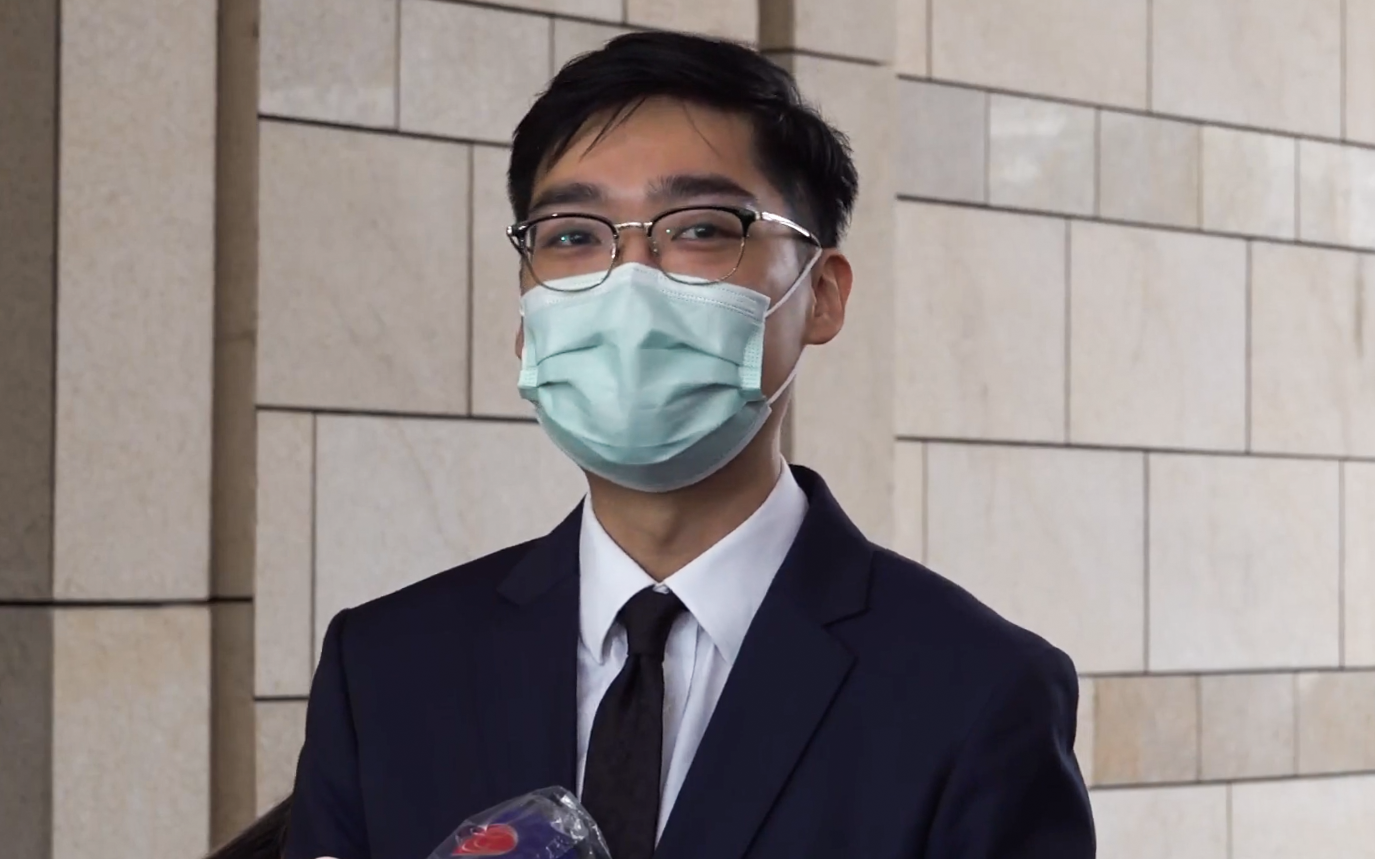
前香港民族黨召集人陳浩天脫非法集結襲警罪後，於西九龍裁判法院外見記者，表示是次案件「反映好多濫捕濫告嘅存在」

前香港民族黨召集人陳浩天涉於去年7月13日「光復上水」遊行後，被控參與非法集結和拍打警長頭盔，他早前否認非法集結和襲警罪，裁判官王詩麗指爭議點是犯案人是否真是被告，指控方欠缺直接證據指證，而專家證人的意見和環境證供也難以辨認，基於疑點利益歸於被告，裁定兩項罪名不成立，當庭獲得釋放。法庭宣布裁決後，旁聽席有人拍手歡呼，陳浩天在庭外與「王婆婆」王鳳瑤擁抱。他接受記者訪問時表示是次案件「反映好多濫捕濫告嘅存在」，也表示「留喺香港比較自在」，不見得離港會比較好。他又寄語港人：「無論我哋香港人身處何方，我哋都要堅持努力咁生存落去，為住嗰個目標一齊生存落去。」

### 12港人「家書」促在港委律師認港控罪

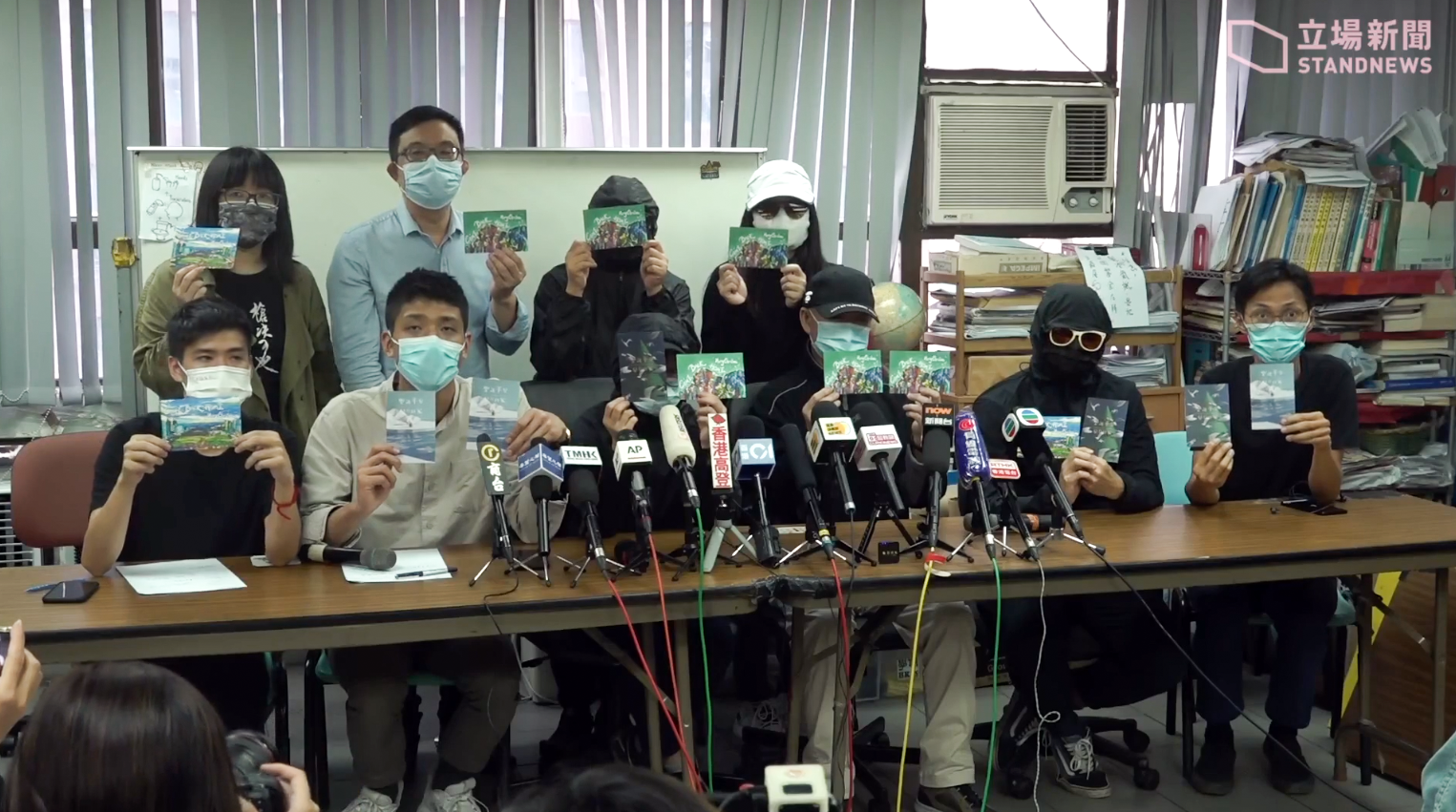
12港人關注組發起聖誕節送暖「一人一卡」行動，呼籲市民寄聖誕卡給12港人，祝願他們早日回家

被扣押在深圳超過100天的12名港人之家屬召開記者會，當中最少兩人的家屬再收到被捕者的「家書」，有家屬收到自稱是內地官派律師來電。其中李子賢的父母指「家書」要求他們在香港委託律師，承認在香港被控暴動及襲警罪的罪行。父親質疑內地與香港司法制度不同，認為要求有可疑。而母親擔心是被嚴刑逼供下，被迫寫信要求認罪。而黃偉然妻子稱兩度收到官派律師來電，查問黃與其他被捕者的關係，形容是「套料」。而鄧棨然家屬收到中國銀行通知，因商業行政理由而終止鄧的戶口。前立法會議員涂謹申代表未成年被捕者黃臨福的媽媽表示，收到來自本地的電話，不過對方只操普通話，當黃母要求對方說廣東話時，對方就立即收線，之後沒有來電。黃母希望越南駐廣州領事能代她探望兒子。

### 倫敦中大理大保衛戰一周年纪念集會

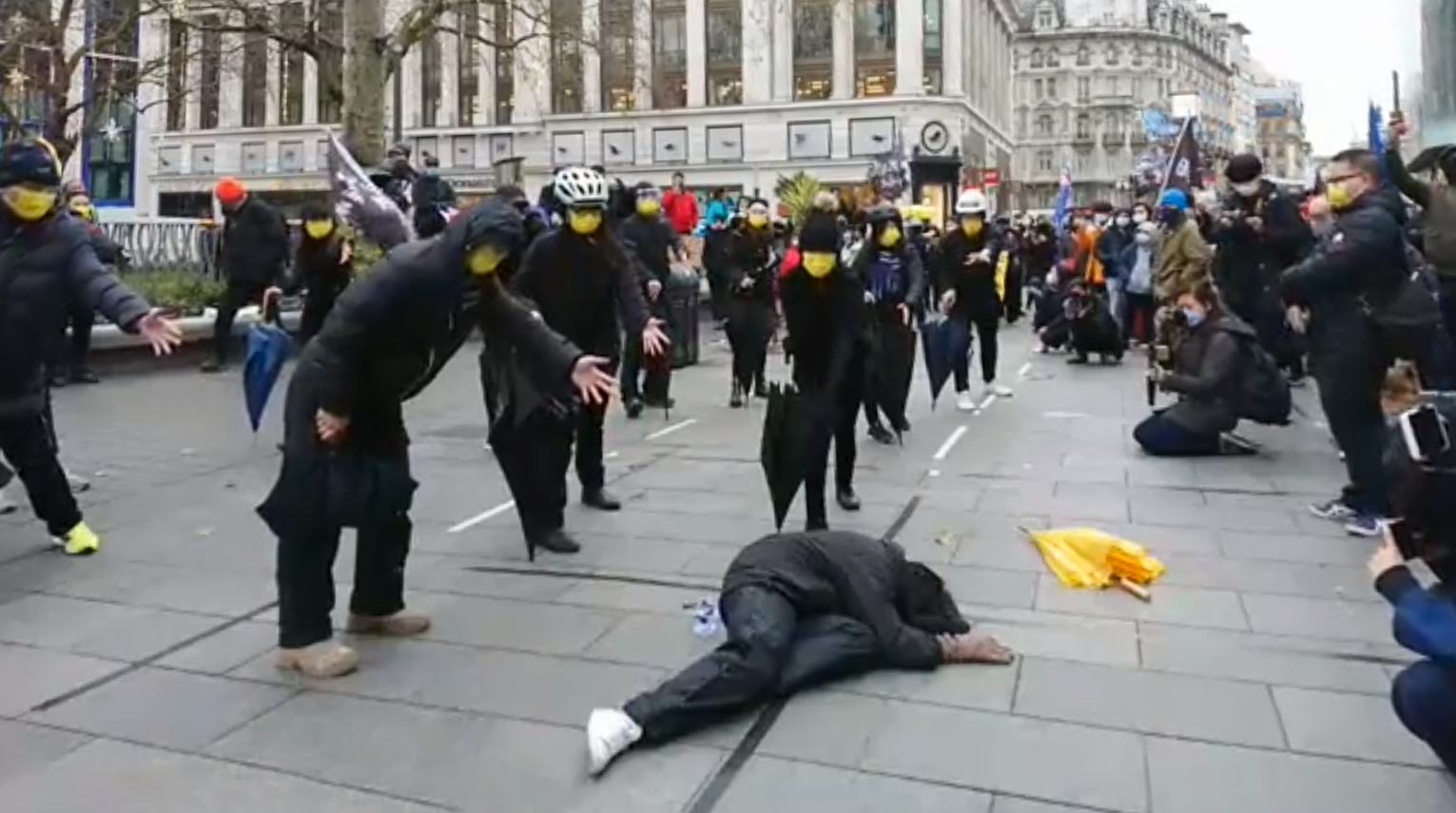
倫敦萊斯特廣場的「中大理大保衛周年集會」期間有話劇表演

倫敦在英港人在萊斯特廣場發起「中大理大保衛周年集會」，紀念抗爭者不畏懼暴政守衛校園，同時哀悼香港法治而死，希望能提升英國對近日黃之鋒等人還押候審判關注。集會有演講分享，唱歌和話劇表演，鄭文傑及中大保衛戰見證者Alan均有出席。

## 14日

### 曾志健15歲女友抵英國尋求政治庇護
《蘋果日報》報道，2019年10月1日荃灣示威中被警員開槍打中胸口的曾志健，他的15歲女朋友上週抵達英國倫敦後尋求政治庇護，是目前確認最年輕的流亡抗爭者。報道稱她曾參與示威而被捕，但因未夠16歲而未有被起訴。負責協助該少女的英國協助流亡人士組織「Friends of Hong Kong」發聲明，指她離港前曾被不明人士跟蹤，抵達英國後會盡量協助她的生活所需，又指她有抑鬱症，會提供心理輔導，並感謝英國政府批出政治庇護。

### 警方福利基金捐款升1.7億 增幅逾26倍
保安局向立法會提交警察福利基金2019/2020年度年報，總支出為1.14億元，較上一年度增近兩倍，主要是「擔任特殊職務警務人員茶點費用」。而基金年度總收入為1.88億元，較對上一年度630萬增加8.66倍，主要包括捐款收入增加1.73億元，增幅逾26倍。而不少建制派組織也捐款，不過報告並未有列出捐贈者。立法會前議員、民主黨副主席林卓廷批評是「綱紀敗壞」，質疑相關人士的捐款令警察『鬆手』。
警方表示在2019至2020財政年度接獲大量市民查詢，稱警務人員處理反修例事件的違法行為上，「表現出高度專業及不屈不撓精神」，希望透過捐款表達支持警方。而「擔任特殊職務警務人員茶點費」每人每日平均支出少於7元。

## 15日

### 大澳「黃店」標語被警員認為或會犯國安法
大澳環保山系服裝店「EARTH.er」在facebook發文，指有人投訴其閘門上，改编自前中國共產黨主席毛澤東名言的「革命無罪，光復有理」標語敏感，之後有警員到場，並記錄店主的個人資料。他質疑「呢句嘢敏感咗咩？犯咗咩法呢？」而警員籲他自行上網查看《港區國安法》。店主形容事件是白色恐怖。警察公共關係科覆稱接獲市民報案，指閘門外的字句涉嫌違反《香港國安法》。其後有大嶼南分區人員接報到場，經初步調查後，案件不涉及刑事成分，列作雜項事件。

### 書店Bookazine因《國安法》 禁賣美國作家香港編年史
Hong Kong Free Press報道，美國作家Kent Ewing出版的新書《前線香港 1997 - 2020》原定今年9月面世，不過香港連鎖書店Bookazine禁賣相關的書本，更透過電郵向作者指實施《港版國安法》後，書店希望保持低調「stay under the radar」，故不會將該書寄存到店內售賣。而出版商Form Asia也在9月向作者發電郵，指基於一系列原因，決定不會發行該書本，最後被取消。作家Kent Ewing在Hong Kong Free Press發表文章，指書本涵蓋1997年移交，三代行政長官及2014年雨傘運動等事件，形容此書「不幸」（ill-fated）。 

### 英國外交大臣籲港府停止針對黎智英 外交部：殖民者操弄雙重標準
英國外交大臣藍韜文（Dominic Raab）在12月14日指《港區國安法》持續攻擊香港人民的權利與自由，並違反違反中英聯合聲明，呼籲香港政府停止針對香港民主派人士和壹傳媒創辦人黎智英。中國外交部發言人汪文斌在例行記者會上回應，批評英國對香港150多年的殖民統治中，是沒有民主，而香港人也從未享有真正的自由，認為英方打著所謂「民主」、「自由」的幌子，干預香港事務是破壞香港法治，是「殖民者操弄雙重標準為他國添亂、添堵的慣用伎倆。」發言人指香港回歸後，香港居民享有前所未有的民主權利和廣泛自由，而中國政府治理香港的依據是中國憲法和《香港基本法》。

## 17日

### 前學民思潮成員許穎婷宣布離開香港
已解散的學民思潮成員，21歲的許穎婷在社交平台留言，表示幾個月前收到多個警示，原定美國麻省波士頓愛默生學院就讀新聞學，今年夏天畢業的她決定選擇繼續逗留在該處，不會返回香港。形容若一世也不能再回港，與親人斷絕來往是沉重的代價。她會繼續為在美國為無聲的人發聲。

### 多個數據顯示香港正爆發前所未有的移民潮
自由亞洲電台的記者翻查近期多項統計數據，指不少香港的中產人士因應2019年出現政局不明朗，已經打算移民，而《港區國安法》實施後更加迅速為移民做好準備，包括續領英國國民（海外）護照和申請離岸戶口等。而根據Google搜尋趨勢，發現跟移民和離岸戶口有關的關鍵字，成為熱門搜尋關鍵字，而相關的字眼在5月17日至23日期間急升。而前民主立法會議員許智峯在12月3日宣布流亡，他和家人的銀行戶口遭到凍結後，「離岸戶口Citibank」的搜尋熱度亦大幅度飆升。根據警方申請簽發「無犯罪紀錄證明書」（俗稱「良民證」）的數字，由2019年6月反修例運動起，每月平均簽發超過3,000個，創近年新高。經濟學家羅家聰估計，目前正計劃移民的大部分是中產及中下階層，「最貧窮的和最有錢都走不了」。香港民意研究所副行政總裁鍾劍華指，港人這次的移民是為子女升學著想，以及對香港政局感到擔心有關，更形容是現在港人是「恐慌性」心態。

## 19日

### 警察體育遊樂會縱火案 涉案男子提堂
12月1日凌晨警察體育遊樂會縱火案，警方翻查大量閉路電視片段後，在大圍、葵涌及尖沙嘴拘捕3名16至23歲的青少年，並在旺角「三無大廈」天台檢獲製造汽油彈的原材料，3人將被控縱火罪，於西九龍裁判法院提堂。控罪指他們於12月1日，在警察體育遊樂會停車場無合法辯解而用火損壞價值100萬港元的警察貨車，意圖損壞該財產或罔顧該財產是否會被損壞。3人暫時毋須答辯，案件押後至12月24日在九龍城裁判法院再訊，以待警方進行3名控方證人的認人手續，3名被告不得保釋，要還押看管。

### 蓬佩奧：12港人只為逃避暴政　斥中共將香港變東柏林　特區政府強烈不滿有關言論
美國國務卿蓬佩奧在Twitter發文，表示涉嫌偷越邊境的12名港人只是為了逃避暴政，批評中共將香港變成以往的東柏林，正積極阻止香港人到其他地方尋求自由。特區政府發言人回應指，12名逃犯是香港通緝犯，是逃避法律責任。美國官員的言論罔顧事實、混淆是非，對此表達堅決反對和強烈不滿。

### 榮光香港國際同行 Music Rally
關注香港事務的英國人權組織「香港監察」Hong Kong Watch，在香港時間晚上10時網上直播由加拿大多倫多進行的節目“榮光香港國際同行”，聲援被囚禁抗爭者及12港人。節目由鄭敬基主持，並邀請多位嘉賓進行視像發言，包括前港督彭定康、對華強硬的美國參議員盧比奧（Marco Rubio）和加拿大保守黨黨魁艾林·奧圖爾（Erin O'Toole）等政要，亦包括多名被香港警方通緝的流亡人士，包括身處在德國本土民主前線前發言人黃台仰、身處英國的「攬炒巴」劉祖迪，前立法會議員許智峯和前香港眾志主席羅冠聰亦會發言。節目亦演唱多首與反修例運動期間創作的歌曲。

## 21日

### 終審法院宣判禁蒙面法合憲　合法及非法集會均不可蒙面

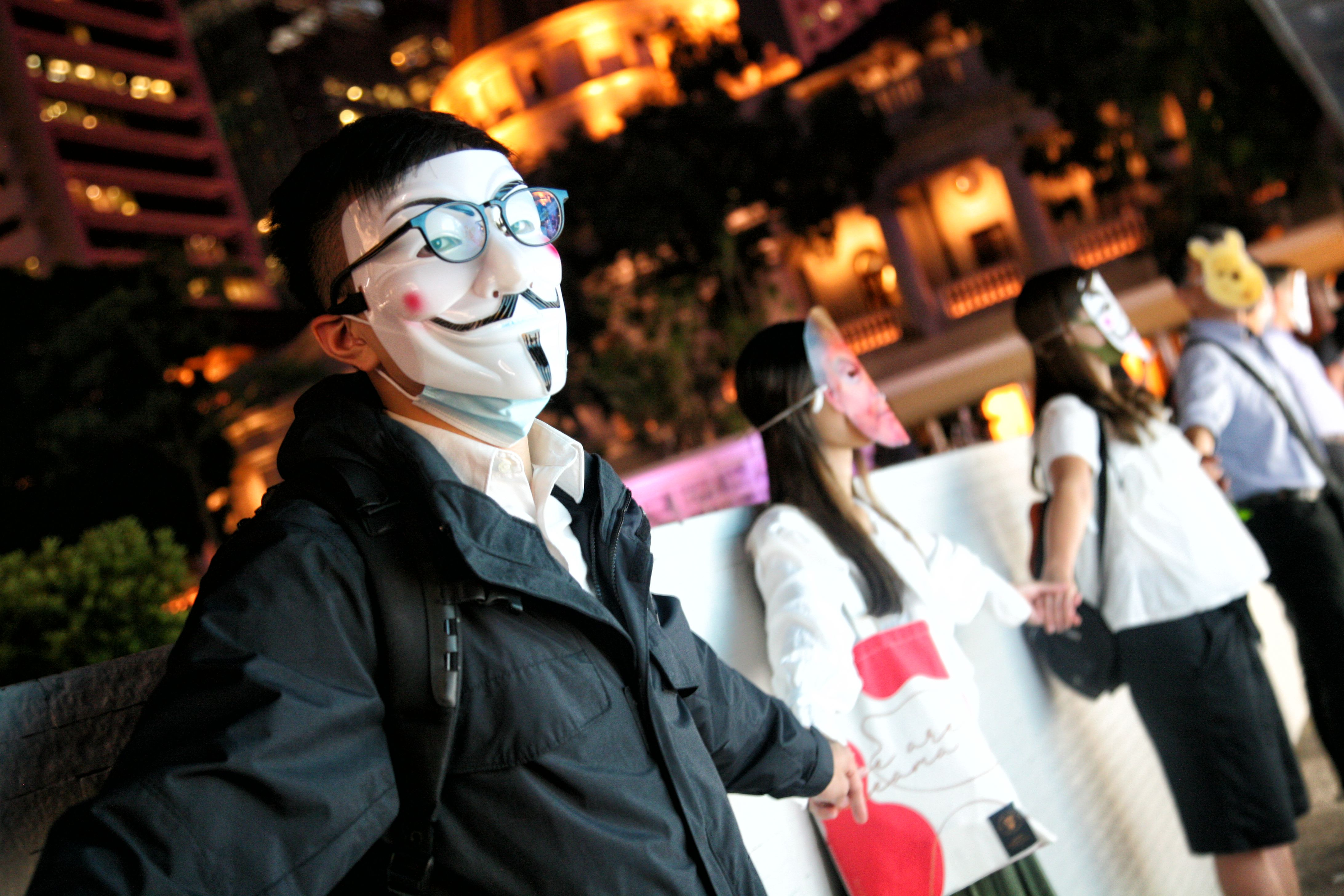
終審法院裁定政府上訴得直，《緊急法》制定《禁蒙面法》合憲，而《禁蒙面法》都適用於非法集結和合法遊行集會

終審法院裁定政府上訴得直，《緊急法》制定《禁蒙面法》合憲，而《禁蒙面法》都適用於非法集結和合法遊行集會。而有關案件由終院首席法官馬道立，3名常任法官李義、霍兆剛和張舉能，以及非常任法官賀輔明勳爵一同審理，並作出一致裁決。終院同意禁蒙面法規例關鍵在於預防及阻嚇性質，可避免和平集會出現暴力，直指蒙面法對社會有益。民主派亦須向政府支付訟費。上訴人之一的社民連梁國雄對判決表示失望，是一個非常苛刻的做法，質疑人大發言是否凌駕本港司法機構。民陣召集人陳皓桓批評裁決是荒謬，判決讓市民失去免於恐懼去發聲的自由。而網民質疑，判詞提及截停車輛勒索金錢是否「假新聞」，相關報道在多個親建制媒體有報道。

### 高院裁定警方妨礙記者採訪及對記者使用過度武力敗訴

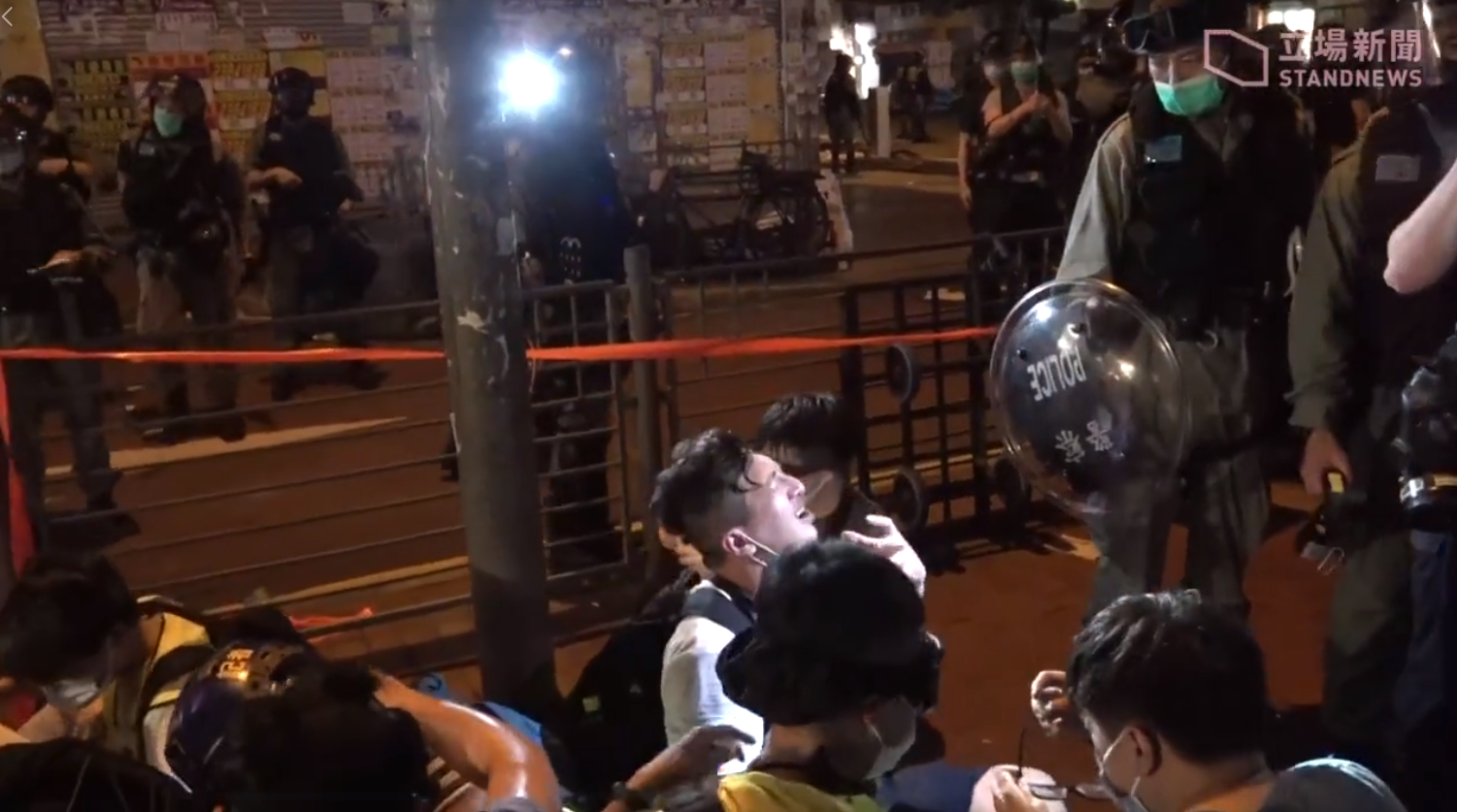
香港記者協會早前提出司法覆核，指警員於去年反修例運動中，多次妨礙記者採訪及對記者使用過度武力。高等法院法官周家明指相關指控未能證實

香港記者協會早前提出司法覆核，指警員於去年反修例運動中，多次妨礙記者採訪及對記者使用過度武力。高等法院法官周家明指雙方對案中的部份指控存有爭議，指控也未能證實，裁定記協敗訴。負責入稟的香港記者協會表示極度失望。

### 12港人家屬到入境處遞交請願信
12港人家屬於冬至當日，到灣仔入境事務大樓遞交請願信，要求處方協助並陪同家屬到內地聽審。家屬在公開信向內地當局提出5項要求，包括庭審要公開並現場直播；開審前不少於20日通知家屬，以及提早進行病毒檢測及其他安排，或以檢測結果代替強制隔離；向家屬提供起訴書及會見筆錄，並公開法庭組成名單；通知所有官派律師的身分及聯絡方法；以及由家屬委託的律師辯護。

### 羅冠聰向英國申請政治庇護
身處海外的立法會前議員羅冠聰表示，將向英國申請政治庇護。他指自己被列為《國安法》下的通緝犯，也無法重回家鄉。而自己再不行動，將成為一個沒有護照、身份的人。他又說「永遠都不會放棄香港人的身份」。

## 22日

### 美國商務部把飛行服務隊列入黑名單
美國商務部公布103間中國和俄羅斯實體黑名單，指他們與軍方有關連。當中包括香港政府飛行服務隊，會被限制購買各種美國商品和技術。政府飛行服務隊總監胡偉雄接受大陸媒體查詢時，表示對事件感到十分遺憾，但會堅守專業精神，確保服務不受影響。

### 10.1中槍學生稱曾尋美庇護被拒 已逃亡和家人斷聯繫
在2019年10月1日荃灣示威中被警員開槍打傷，而被控暴動罪的學生曾志健，沒有出席區域法院的聆訊，法官高勁修發出拘捕令。組織「Friends of Hong Kong」代曾志健發聲明，表示在10月27日他曾與其他人到美國駐港領事館求助，但被職員「無法幫忙」而要求離開，他感到被「出賣」。聲明指，曾志健等人現時與一名美國公民同住，未有透露目前身處的地點。

### 警員鏡頭前展示記者身份證違私隱條例
個人資料私隱專員公署發表調查報告，指去年12月26日警員在大埔超級城將「立場新聞」記者陳朗昇的身份證展示於鏡頭前約40秒，違反《私隱條例》的保障資料原則。警方表示接納報告，已訓斥涉事警員。陳朗昇回應指非常歡迎私隱專員的報告，但同時指警方刻意違例，知法犯法。

### 傳全國人大常委會將討論整頓區議會　料DQ泛民議員　周六有定案
《香港01》報道，最少兩個建制派消息人士向記者表示，北京將出招處理今屆區議會問題，途徑包括列明區議員須宣誓，屆時料有大量民主派區議員被指未能符合宣誓內容，即真心擁護《基本法》，效忠香港特區和過往言行「觸踫了紅線」而會被DQ(褫奪)。消息人士認為，屆時北京或指明有關DQ議席不作補選，可能直接由港府委任地區人士出任議員填補空缺。然而這做法或引起震盪，因為委任未經選舉洗禮或勝選的人士，取代市民選出的議員。
另外，據《南華早報》報道，行政長官選委會及立法會的組成亦將被「洗牌」。選舉委員會選舉將於2021年底舉行，「港九各區議會」和「新界各區議會」共有117個席位，由區議員互選、以全票制產生。在當前區議會版圖下，民主派可全取117個選委席位，泛民總選委數目有望超過400席，甚至500席，足以左右2022年的特首選戰。不過北京計劃取消117個由區議員互選產生的選舉委員會議席。而另一消息人士指，北京同時會改革選委會的組成部分，其中在港區全國政協委員的選委，由過往51席，增至近200席，所有政協均會成為選委會委員。《南早》引述兩個消息人士指，有關計劃仍在聆聽意見當中，未正式落實。
《南華早報》亦引述消息，指有意取消俗稱超級區議會、過往由民主派主導的區議會（二）功能界別議席，藉此防止民主派在立法會選舉取得主導權。兩天後全國人大常委會閉幕時未如外界所料。

## 24日

### 網民號召平安夜多區集會 警方嚴密佈防

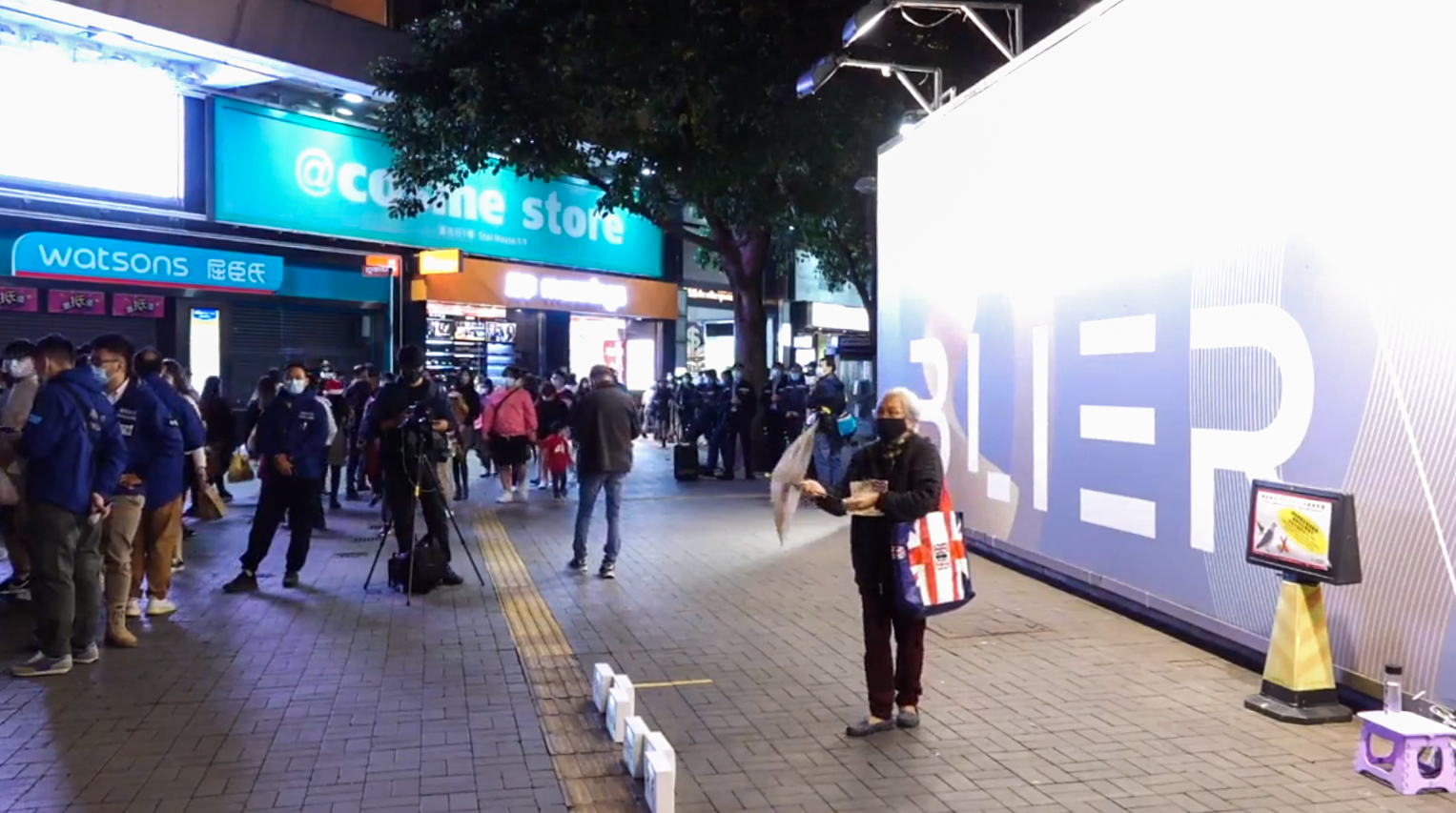
平安夜尖沙咀碼頭現場，人稱「王婆婆」的王鳳瑤到場展示「Save12」燈牌及高叫反修例的口號

平安夜晚上，網民計劃發起在沙田大會堂百步梯、元朗站、觀塘海濱花園及銅鑼灣維多利亞公園籃球場舉行「為香港默哀，砌燭光海」燭光集會。警方在多區嚴密巡邏和戒備，並截查市民和記者，未見有人群聚集。沙田有兩名分別12歲及13歲少年被發現氣槍等武器，涉嫌管有仿製槍械被捕。而天水連線元朗區區議員伍健偉於元朗站出現後，亦被多名警員截查並要求離開。
另外，尖沙咀碼頭附近亦有多名警員戒備，人稱「王婆婆」的王鳳瑤到場展示「Save12」燈牌及高叫反修例的口號，吸引市民圍觀，警方舉咪提醒市民有機會違反限聚令。而有人拍攝到旺角出現大批速龍小隊持槍戒備，區議員林兆彬批評，警方的行動完全破壞平安夜的氣氛，令途人感到不平安。

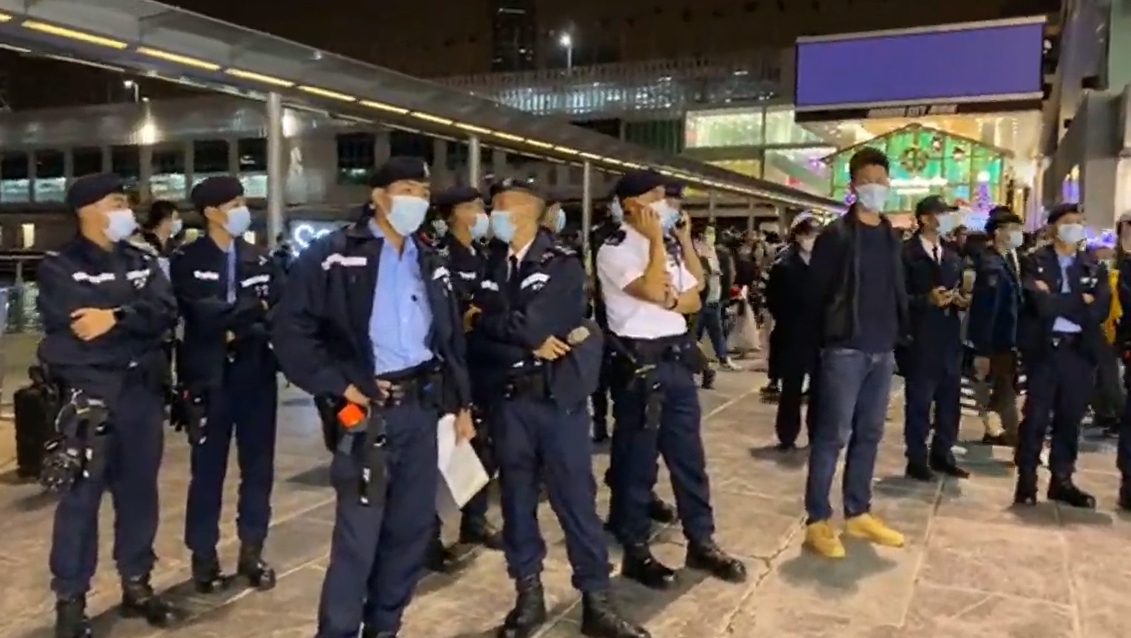
多名藍帽子警員在海港城五枝旗桿戒備
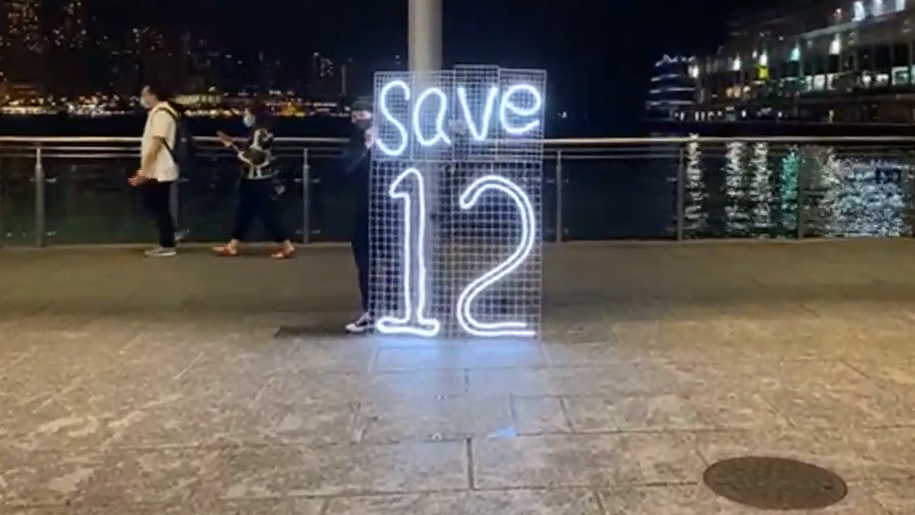
有人在海港城入口擺放「Save12」燈牌
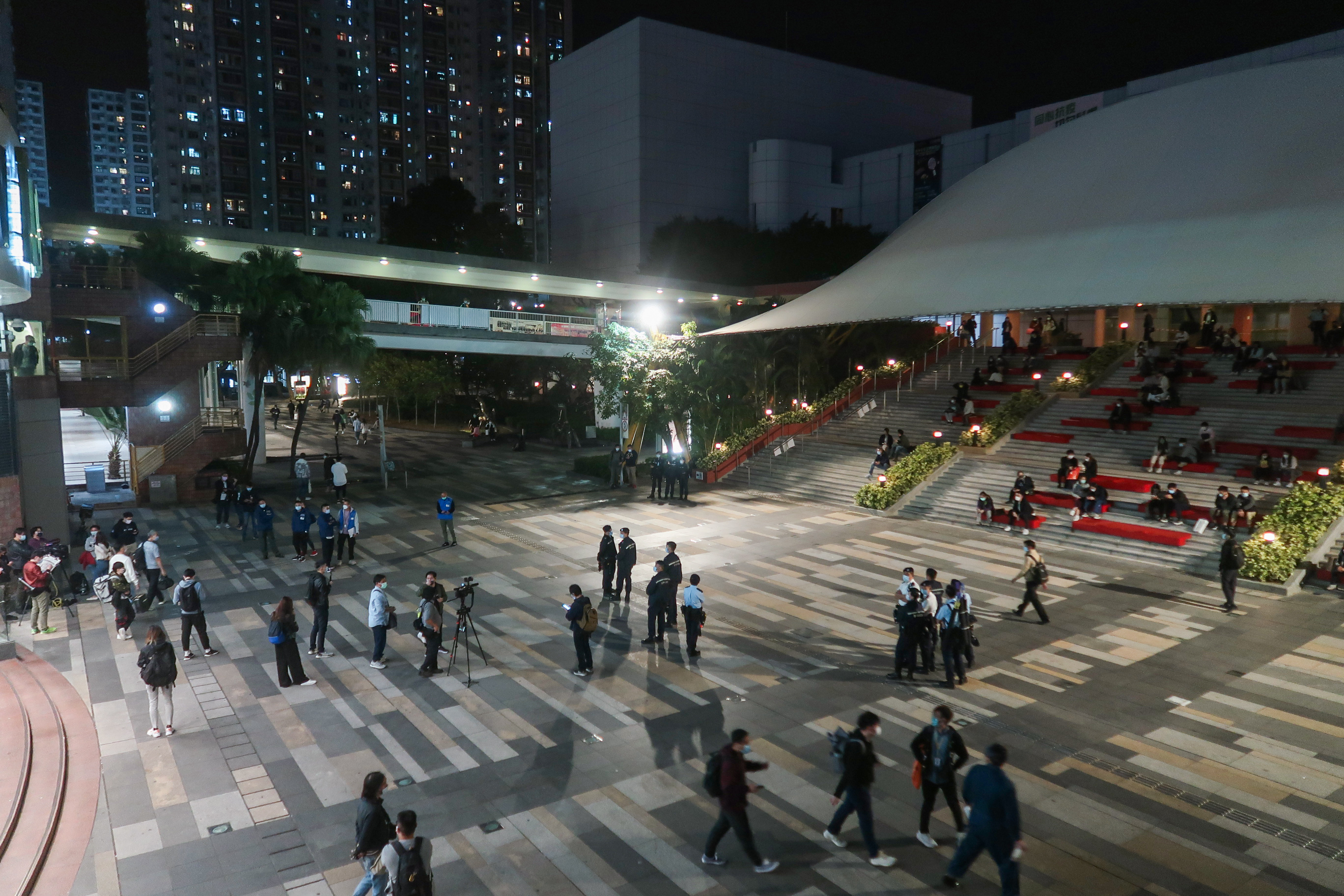
沙田大會堂百步梯外有大批警員戒備
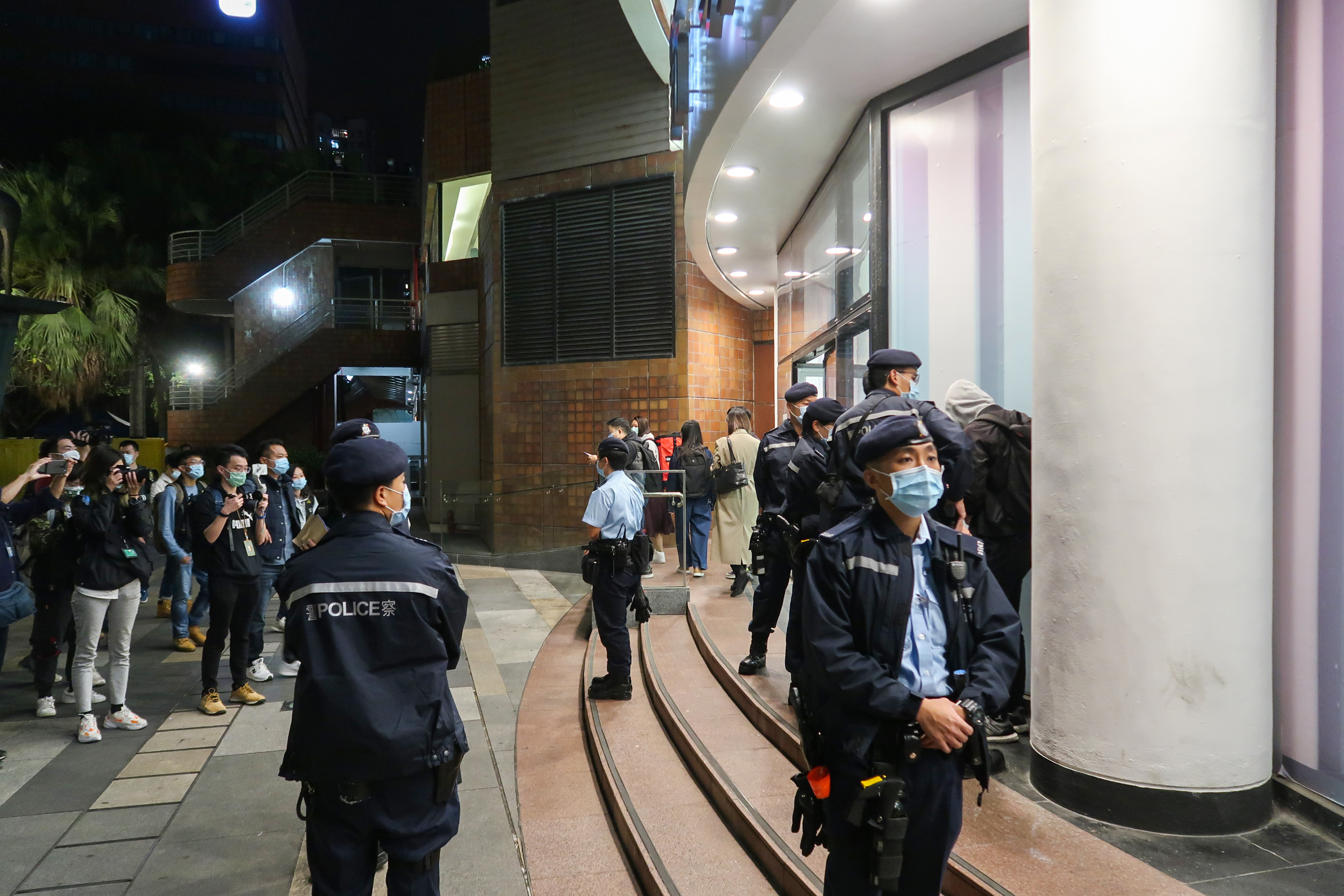
有年輕人在新城市廣場入口被截查
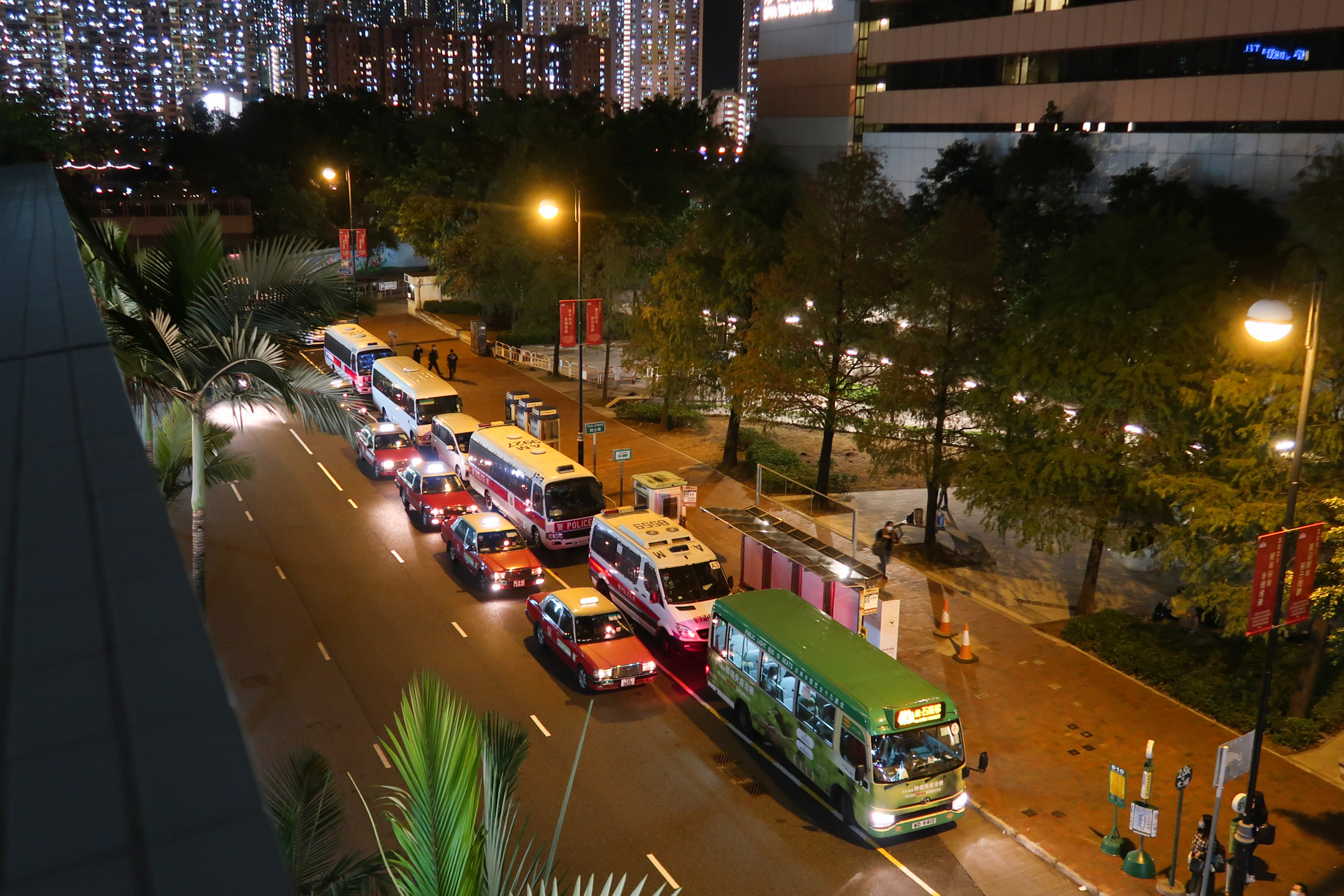
多輛警車在沙田大會堂外停泊

### 「連儂說」展覽遭食環署打壓腰斬
有市民趁聖誕節假期，在旺角舉辦「連儂說」展覽和聖誕市集，不過開幕當日已經被食環署職員兩度上門巡查，職員指接獲有市民投訴，因而進行執法，並且在現場拍照作記錄。職員以限聚令為由而需要關閉，並保留檢控權利。最後主辦單位無奈將全部展板抽起，只餘下聖誕市集及少量佈置。活動其中一名負責人批評政府打壓溫和聲音，感覺不好受。

## 27日

### 30名在外港人被通缉
《南華早報》报道，約30名人在海外的香港人遭警方以涉嫌違反《港區國安法》為由通緝，包括前立法會議員許智峯、梁頌恆，以及較早離港的前民間外交網絡發言人張崑陽與「學苑」前總編梁繼平。報導引述警方消息人士說，通緝名單上約有30名港人，目前都不在香港，多數身居歐洲、美國和台灣。

## 28日

### 林卓廷疑因披露7.21元朗指揮官受查 被廉署拘捕
早上，民主黨副主席、立法會前議員林卓廷被廉政公署上門拘捕，他被指涉及披露元朗721事件受調查人身分資料，被控3項披露受調查人身分。案件下午在東區裁判法院提堂。主任裁判官錢禮將案件押後至2021年3月9日再訊，林卓廷准以2000元保釋，其間不准離港，須居於報稱地址。

### 10港人審訊擇日宣判
深圳市鹽田區人民法院审理12名港人偷渡案，案件的其中10人出庭受审。当日傍晚，盐田法院发布通報，指盐田法院聽取了檢察機關意見和各被告人及委託律師的辯護意見後，案件將擇期宣判。官媒證實，10名被告當庭認罪，希望法庭從輕處罰。另外兩名未成年嫌疑人將擇日於檢察院閉門聽證。

### 美國駐華大使館呼籲北京立即放人 中國外交部駁斥
美國駐華大使館发表聲明，呼籲中國當局立即釋放12名港人，並准許他們離開中國。声明称「他們（12名香港人）的所謂『罪行』 是逃離暴政。共產中國會不顧一切地阻止人民到別處尋求自由」。中國外交部發言人趙立堅对此回应表示，批評美方有關言論罔顧事實，混淆是非，中方表示堅決反對。

### 張崑陽於社交網站宣布正式斷絕與家人往來
早在9月已宣布流亡的前「民間外交網絡」發言人張崑陽，於社交網站宣布正式斷絕與家人往來，指不希望「政權的報復」牽涉身邊人，又形容「儘使要孤身走我路，是痛苦卻也自豪」。

## 29日

### 前學生動源召集人鍾翰林辱國旗、非法集結罪成 判囚4個月
前「學生動源」召集人鍾翰林，被控在去年5月14日在立法會示威區侮辱國旗罪及非法集結，法官裁定兩項罪名罪成，裁判官黃雅茵判處鍾翰林監禁4個月。而裁判官引述報告透露，鍾最近患上適應障礙，需要醫生診治失眠。

### 美國隊長2.0 於收押所牆壁寫字 被指宣揚港獨涉違《國安法》
晚上，懲教署發新聞稿，指荔枝角收押所內有一名還押人士在囚室牆壁上寫有懷疑宣揚港獨字句，今日上午隨即該名還押人士進行隔離和調查，並將事件轉交警方調查。新聞稿透露該名在囚人士於今年11月因煽動他人分裂國家罪而被還押，媒體估計涉事人士為外號「美國隊長2.0」的馬俊文。

## 30日

### 12港人偷渡案件判刑

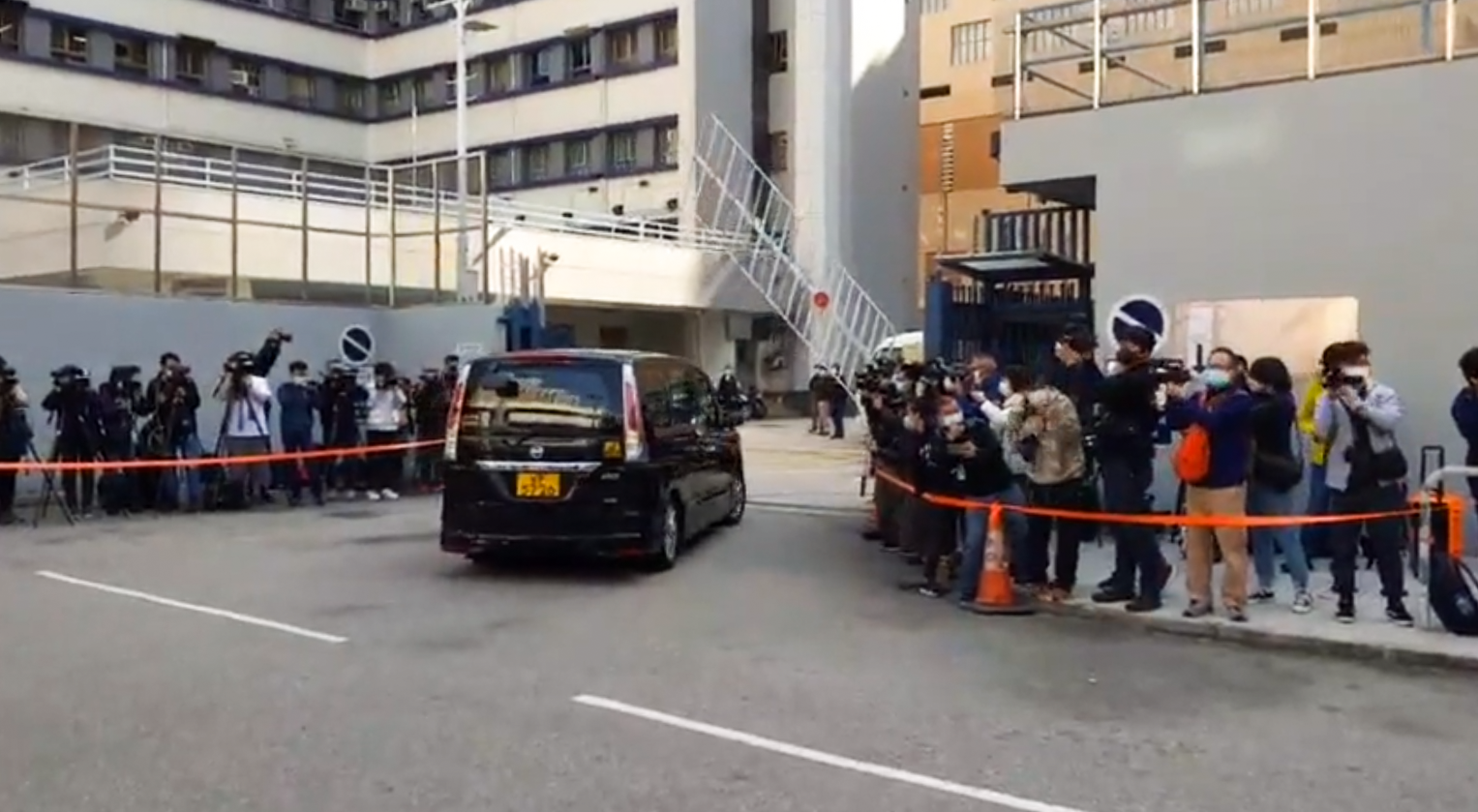
12港人其中兩未成年者，隨後被送至天水圍警署，大批記者到場拍攝

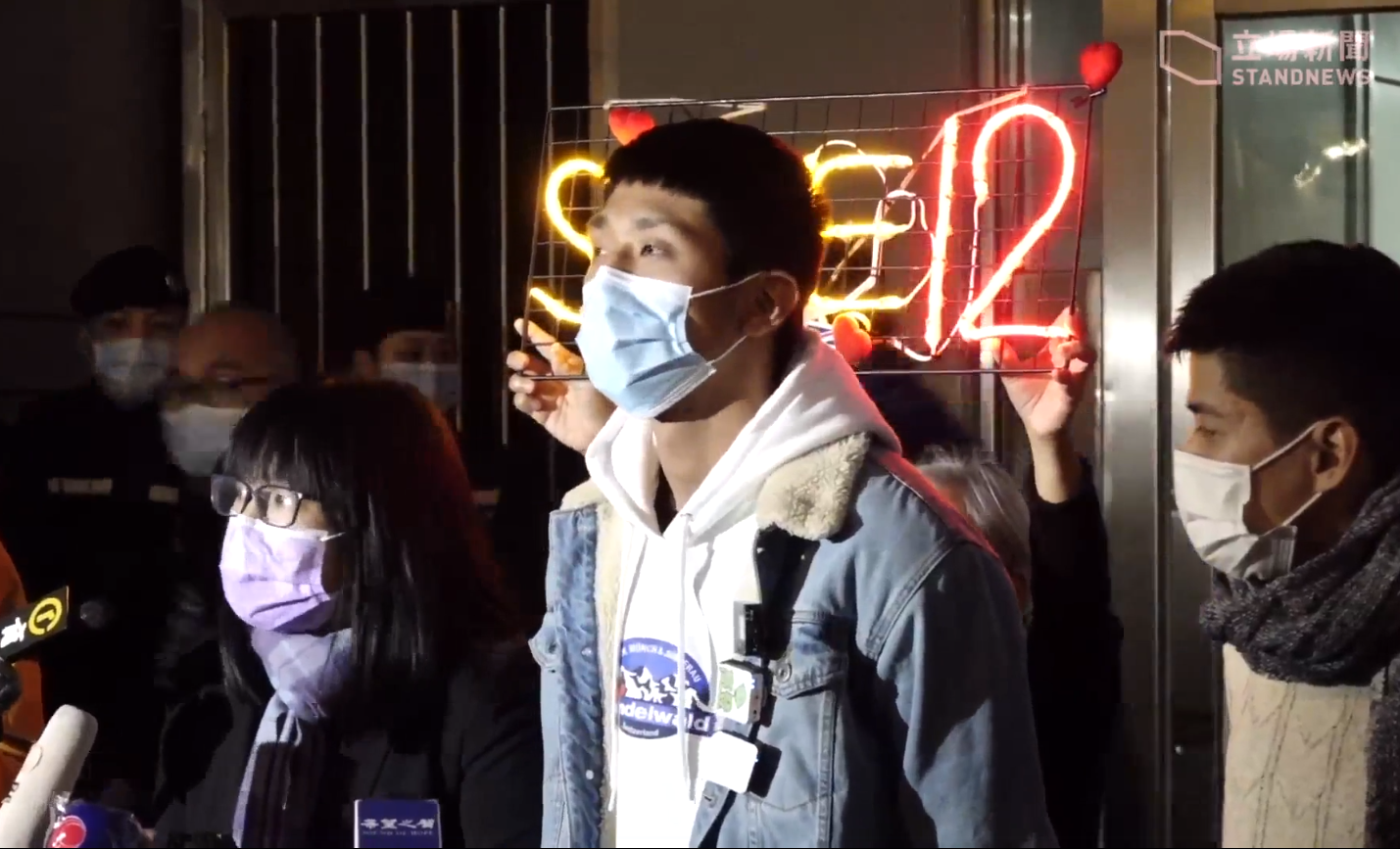
一直協助12港人家屬的鄒家成、朱凱廸、岑敖暉、鄒幸彤到場

深圳市鹽田區人民法院就12港人偷渡越境在內地被捕一案宣判，被控組織他人偷越邊境罪罪成的鄧棨然判囚3年、喬映瑜判囚2年，分別處罰2萬及1.5萬元人民幣；至於因偷越邊境罪罪成的鄭子豪、嚴文謙、張銘裕、張俊富、黃偉然、李子賢、李宇軒、郭子麟共8人，則分別判囚7個月及處罰1萬元人民幣。新華社報道喬映瑜陳述時幾度哽咽，表示「已經認知到內地法治的公平公正及嚴謹，我亦獲得應有的權利」，又稱多名被告以往輕信他人傳言，「對內地執法、司法機構存在嚴重誤解」。
而2名未成年的廖子文及黃臨福，深圳當局以他們沒有被起訴，法律程序已完成。由深圳民警經深圳灣口岸移交香港警方，其後2人被押往天水圍警署進行調查，尋求法庭及律政司指示採取進一步行動。廖子文及黃臨福的家人和律師與兩人短暫見面，他們指二人神情緊張，不願意提及鹽田看守所的情况。協助12港人家屬的鄒家成質疑12港人在內地曾遭酷刑對待。
到晚上，警方表明會向法庭申請將兩人案件押後14天，讓他們完成檢疫，並不排除加控他們「沒有按照法庭的指定歸押」。
12港人關注組發聲明，形容「整個司法過程完全是一場鬧劇」，認為不能自由選擇律師、被拘留人士之人身安全及通訊權利無法得到保障，而「官派律師」亦隱瞞自己的身分及案件信息。其中鄧棨然家人稱目前最擔心孩子精神及心理狀態，也對於是否能夠深圳探監不抱期望。有不願具名的家屬委託律師認為，鄧棨然及喬映瑜作為「從犯」的判刑太重。

### 男技工判刑
1名19歲男技工，於2020年2月5日在將軍澳唐明街上拉起一條膠帶堵路，並在唐明街1號富康花園外被拘捕時反抗將2名警員-警長3617及警員17569推跌。被控在公眾地方造成阻礙及抗拒執行職責的警務人員兩罪，技工早前認罪，裁判官梁少玲指出即使涉案警員只是受到輕傷，但被告的行為是罔顧警察安全，故適宜判拘禁式刑罰，以反映嚴重性及保護執勤中的警員。至於首控罪有關堵路的指控，認同當時正值凌晨，影響範圍有限，惟被告辯解因貪玩才犯事，反映他的守法意識薄弱，故決定判被告入更生中心，好讓他在內學習技能更生，以及提升守法意識。

### 恒隆買美領館宿舍 涉外交觸礁
恒隆地產在今年9月以25.66億元低價投得美國駐港總領事館位於港島南區壽臣山壽山村道37號的宿舍地皮。不過交易完成期限前9日，中央政府突然介入，指涉及中美兩個主權國家之間的外交事務，最後交易無法如期落實。恒隆地產發出通告指該收購並非一般的商業行為。而美國駐港領事館發言人指買賣雙方需要更多時間完成行政程序，不評論現時的合同交易具體條款。

## 31日

### 「岳義士」除夕刑滿出獄
被稱為「岳義士」的陳以晉早上9時刑滿出獄，10多名親友在壁屋監獄外等候。他離開時神情輕鬆，多次對記者稱「辛苦哂，咁凍都要嚟」，並表示稍後將會交代近況。而軍裝警員及懲教職員要求現場所有記者及市民出示身份證，並進行登記。警員更警告負責迎接的陳以晉母親違反限聚令。

### 終審法院准許律政司保釋上訴申請 黎智英需即時還押

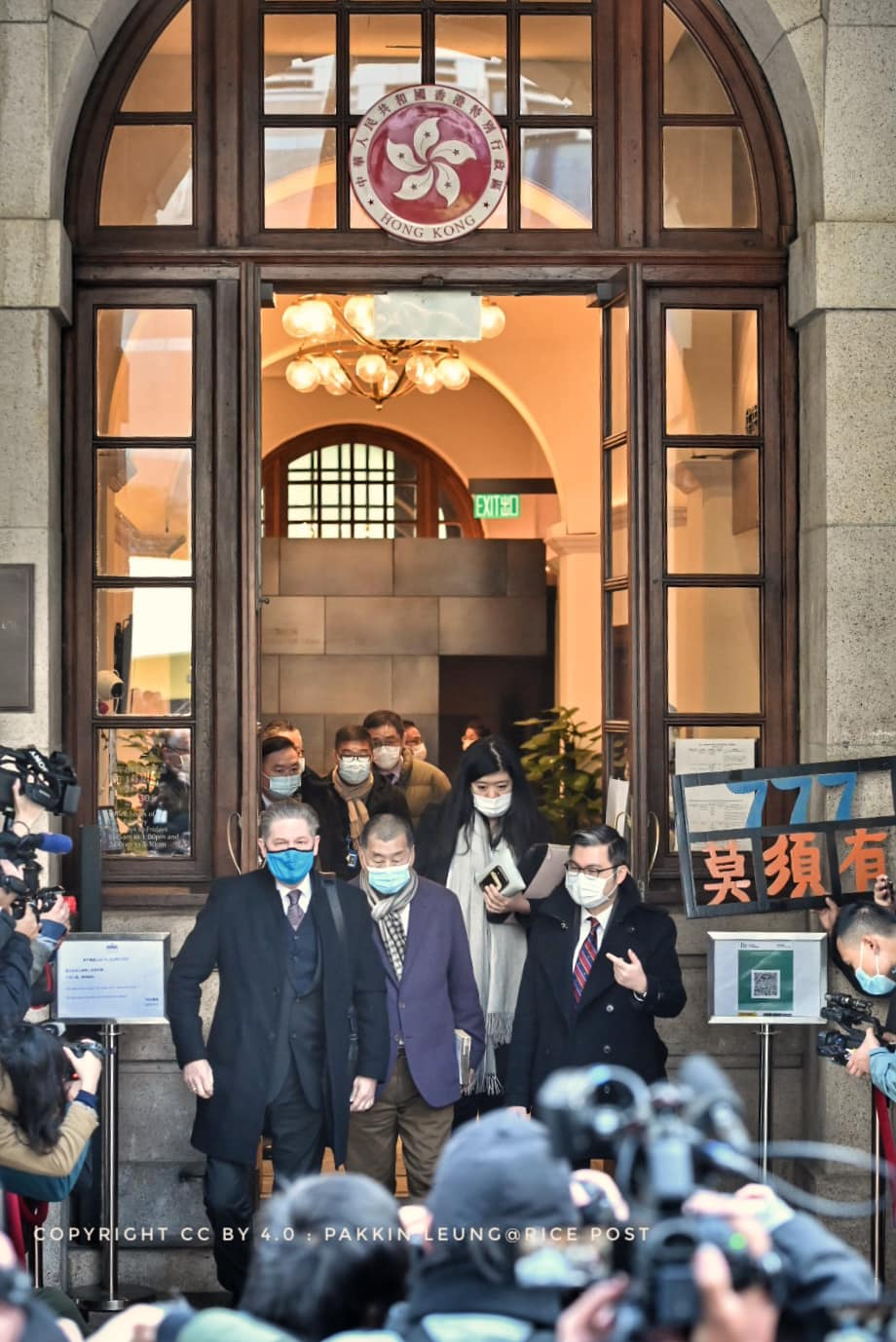
12月31日，黎智英獲批准保釋9日後，終審法院許准律政司上訴，黎智英需要還押至明年2月1日。圖為中午離開法院的情況

壹傳媒創辦人黎智英被控涉嫌欺詐和違反《港區國安法》，早前獲高等法院批出保釋，律政司不服決定提上訴，並申請臨時還押令，形容國安法控罪可囚終身類同謀殺或叛國。終審法院准許律政司就黎智英保釋上訴申請，需即時還押。法庭認為高院法官李運騰在處理相關保釋申請時，可能錯誤應用國安法第42條。再次被鎖手銬腰纏鐵鏈，由囚車押到荔枝角收押所。